# Michele Sanmicheli
Michele Sanmicheli, a volte trascritto anche come Sammicheli, Sanmichele o Sammichele (Verona, 1484 – Verona, 1559), è stato un architetto e urbanista italiano cittadino della Repubblica di Venezia.

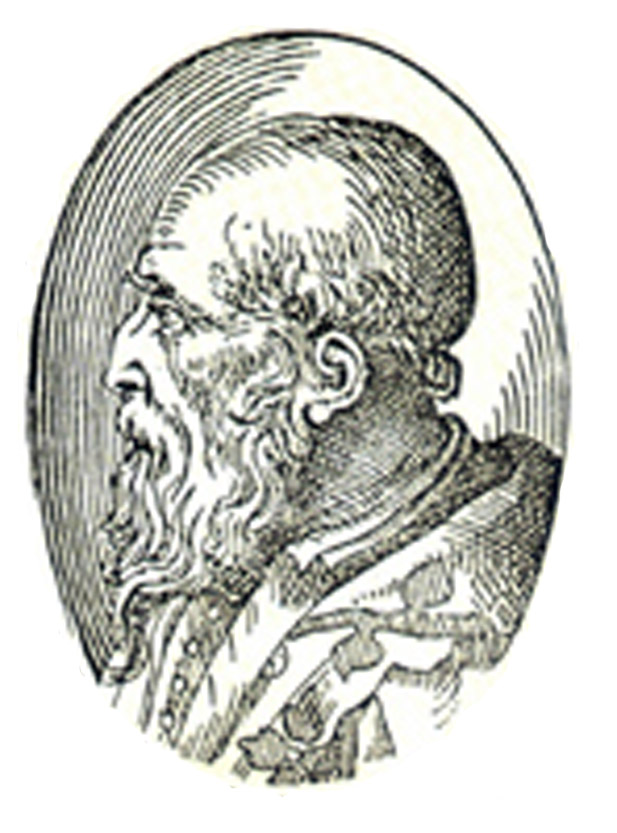
Ritratto di Michele Sanmicheli presente nel Le vite de' più eccellenti pittori, scultori e architettori di Giorgio Vasari

Dopo aver soggiornato a Roma per compiere la sua formazione studiando l'arte di Bramante, Raffaello, Sansovino e Sangallo, rientrò a Verona dove ricevette, nel corso della vita, numerose e prestigiose commissioni.
Ingaggiato dalla Serenissima come architetto militare, disegnò numerose fortificazioni nella vasta repubblica veneziana, assicurandosi così una grande fama. Infatti, si possono trovare le sue opere a Venezia, Verona, Bergamo e Brescia, lavorò molto in Dalmazia, a Zara e Sebenico, Creta e Corfù. Grazie ai soggiorni in queste ultime località fu probabilmente l'unico architetto italiano del XVI secolo ad aver avuto l'opportunità di vedere e studiare l'architettura greca, possibile fonte di ispirazione per l'uso di colonne doriche senza basi.
Instancabile lavoratore, oltre alle costruzioni di carattere militare si occupò anche della progettazione di palazzi e architetture religiose di grande pregio.

## Biografia

### Infanzia

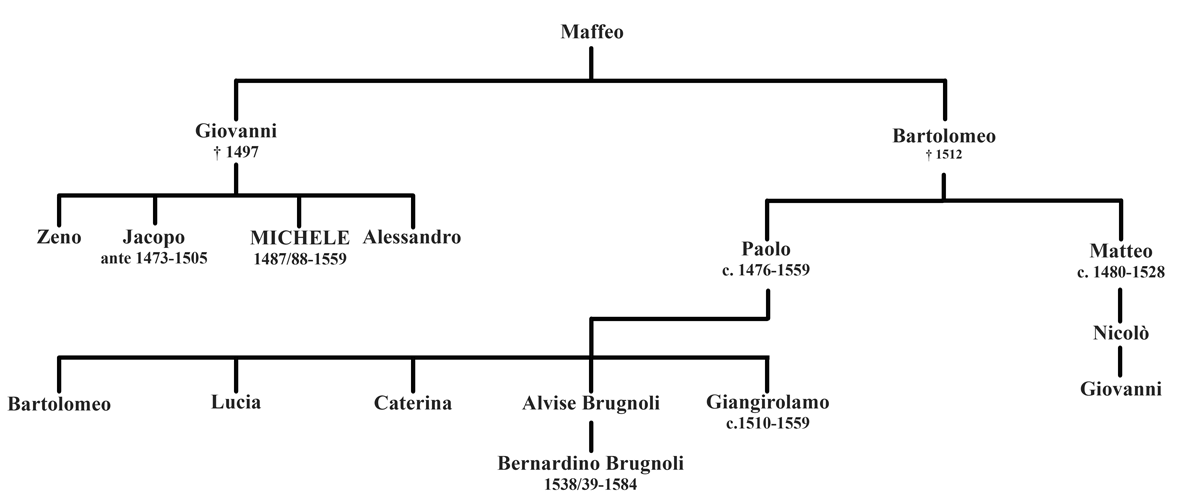
Albero genealogico della famiglia Sanmicheli

Molte delle notizie riguardo alla vita di Michele Sanmicheli sono note grazie al suo primo biografo, Giorgio Vasari, che scrive dell'architetto veronese nella sua celebre opera Le vite de' più eccellenti pittori, scultori e architettori, fornendo però scarne notizie per tutto il periodo della formazione tra Verona e Roma.
Sanmicheli nacque a Verona, a quel tempo parte della Repubblica di Venezia. Imparò le basi della sua professione, insieme al fratello Jacopo (che morì però giovane) e al cugino Matteo Sanmicheli, da suo padre Giovanni e da suo zio Bartolomeo, entrambi scalpellini a Verona, originari di Cima, frazione di Porlezza sul lago Ceresio, o di Lugano. La bottega di famiglia era un semplice laboratorio artigianale, anche se in contatto con diversi atelier di elevata qualità. Probabilmente Michele ebbe modo in giovane età di acquisire stimoli intellettuali anche dalla frequentazione della sua famiglia con Bernardino e Matteo Mazzola, scalpellini e umanisti, con cui collaborarono alla realizzazione della Loggia del Consiglio.
Verso il finire del 1505 il giovane Sanmicheli era già orfano di entrambi i genitori mentre un fratello, Jacopo, era prossimo alla morte, e un altro fratello, Alessandro, era chiuso in un convento a Bologna. Questa situazione gli dava ben pochi motivi per trattenersi nella città natale e allora, vendute alcune proprietà familiari ad Azzano, decise di trasferirsi a Roma.

### Primi incarichi a Roma e Orvieto

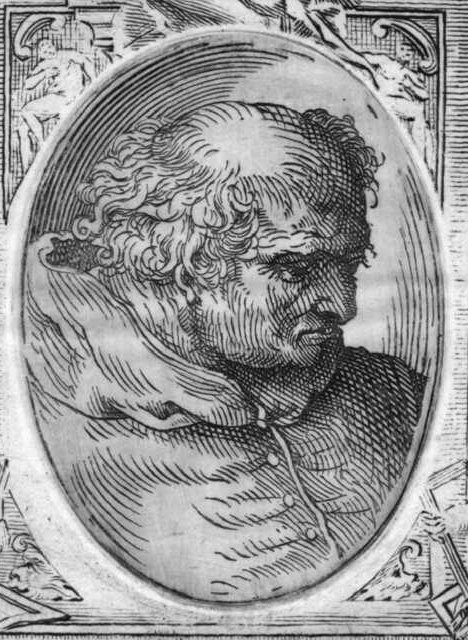
Donato Bramante fu un architetto che ispirò notevolmente Sanmicheli

Sanmicheli si recò in giovane età (intorno ai vent'anni) a Roma, forse per lavorare come assistente di Antonio da Sangallo. Nell'Urbe, dove riuscì probabilmente a trasferirsi grazie all'appoggio di due dei suoi fratelli, che occupavano posizioni di rilievo nella congregazione dei canonici regolari di Sant'Antonio, ebbe l'opportunità di studiare la scultura e l'architettura classica. A Roma frequentò inoltre l'architetto e intarsiatore Fra Giovanni da Verona, attivo presso la corte papale, e la cerchia dei bramanteschi. Ben presto ottenne apprezzamenti, tanto che il Vasari scrisse che «in poco tempo divenne, non pure in Roma, ma per tutti i luoghi che sono all'intorno, nominato e famoso».
Nel 1509 si recò quindi a Orvieto, dove rimase per i successivi due decenni. Nel 1512 gli si presentò una grande occasione: gli venne proposto di assumere il ruolo di capomastro presso il cantiere del Duomo di Orvieto, incarico che gli permise non solo di seguire i lavori di una delle maggiori opere dell'Italia centrale, ma anche di essere il successore di una fitta schiera di grandi architetti che avevano preso precedentemente parte al progetto. Questo incarico gli recò un grande prestigio e l'esperienza che ne ricavò, soprattutto nella gestione delle maestranze, gli si rivelerà utilissima quando, in futuro, verrà incaricato della ri-fortificazione dello stato veneziano.

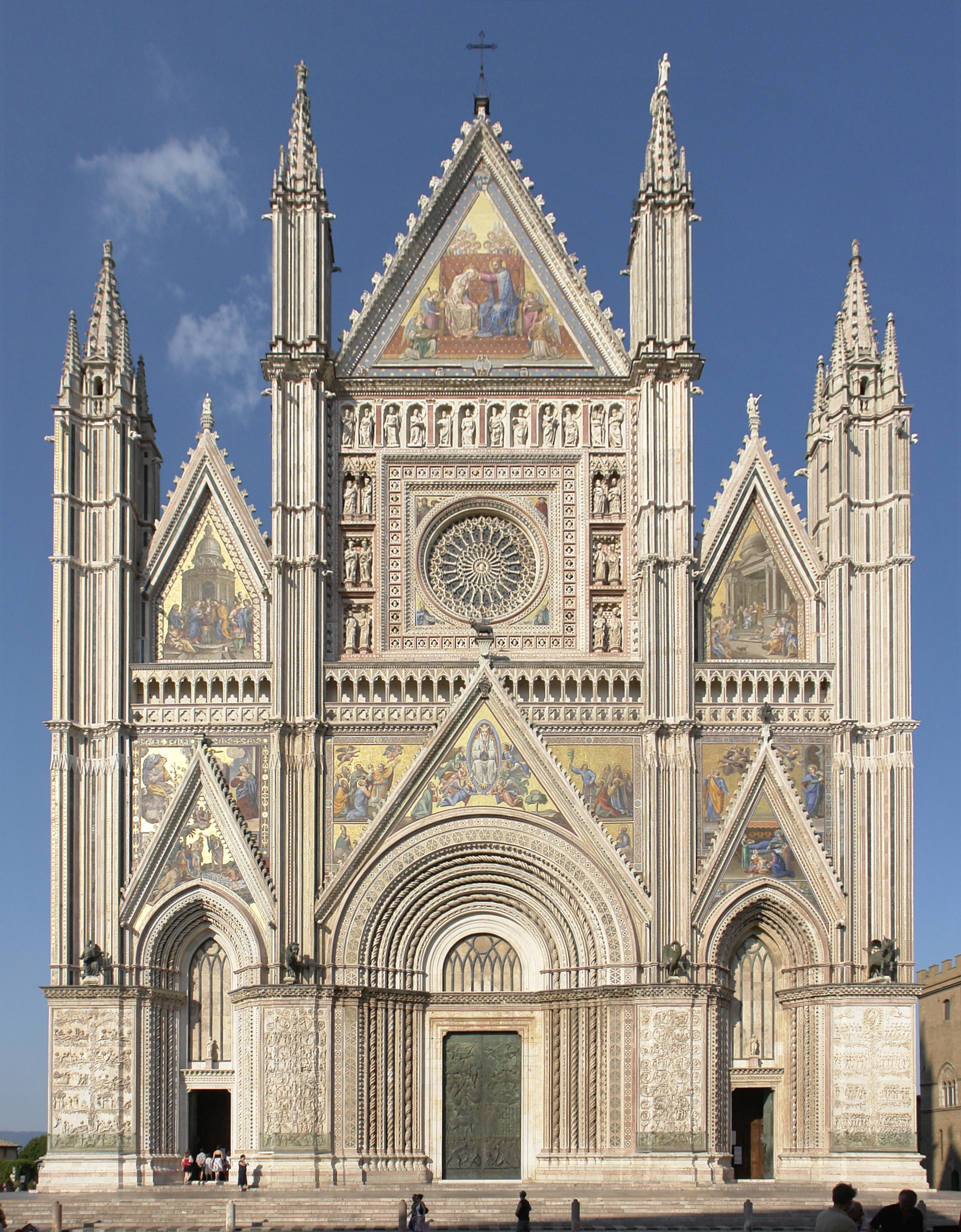
Facciata del Duomo di Orvieto, alla cui costruzione Sanmicheli collaborò in qualità di capomastro

Sempre nel 1512, con la qualifica di "marmoraio", si recò a Rieti come garante in una controversia per un pagamento ad uno scultore fiorentino, mentre nel 1516 si spostò a Spello per una stima del ciborio conservato nella collegiata di Santa Maria Maggiore.
Grazie alla fama ottenuta per esser stato capomastro al duomo, Sanmicheli riuscì a ottenere alcuni importanti incarichi privati, ad esempio il 19 aprile del 1516, sempre a Orvieto, gli venne commissionata dal mercante senese Girolamo Petrucci la cappella familiare nella chiesa di San Domenico, a cui lavorò fino al 1524 e che divenne una delle sue opere più importanti.
Tra il 1525 e il 1526 lavorò per approntare, su incarico del cardinale Alessandro Farnese, il primo disegno del Duomo di Montefiascone, un edificio ottagonale sormontato da una cupola in stile bramantesca, che richiama quello della chiesa di Santa Maria di Loreto a Roma. Di questo edificio rimane traccia solamente del colonnato con trabeazione, a causa dell'incendio del 1670 e della conseguente radicale ristrutturazione ad opera di Carlo Fontana. Durante il tempo trascorso a Montefiascone visse anche una storia d'amore di cui non parlò molto ma che lo portò ad avere una figlia.
Nei primi mesi del 1526 effettuò, per volere di Clemente VII, una perlustrazione delle fortificazioni dei confini settentrionali dello Stato Pontificio, minacciati da Carlo III di Borbone, a cui seguì una dettagliata relazione sottoscritta con Antonio da Sangallo il Giovane. Dalle fonti esistenti non è immediato capire per quale motivo il papa si rivolse a Sanmicheli piuttosto che ad un'altra persona per un incarico così delicato; forse gli venne conferito su raccomandazione del cardinale Alessandro Farnese oppure, più probabilmente, per volere dello stesso Antonio da Sangallo. Questo incarico rappresentò un'ulteriore svolta nella sua carriera in quanto ebbe così occasione di visitare le più avanzate architetture militari e di frequentare i più illuminati architetti e ingegneri dell'epoca, che lo influenzarono in maniera determinante nel suo modo di progettare.

### Ritorno a Verona e incarico presso la Serenissima

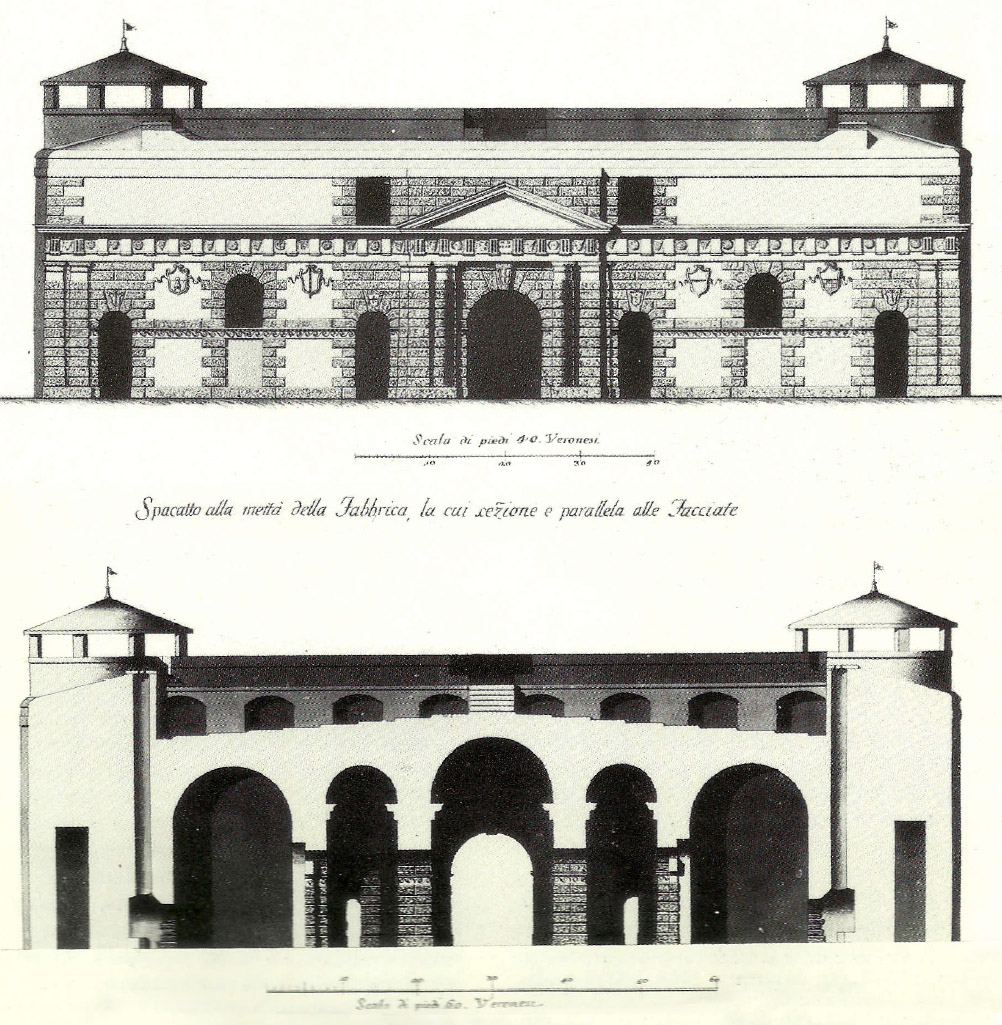
Facciata lato città e sezione di porta Nuova a Verona

Terminato il servizio per Clemente VII Sanmicheli decise di fare ritorno, nel 1527, a Verona: Vasari scrisse che venne il «disiderio a Michele dopo tanti anni di rivedere la patria et i parenti e gl'amici, ma molto più le fortezze de' viniziani». Dopo aver trascorso nella città natale alcuni giorni, si recò a Treviso e a Padova per studiarne le architetture militari. Della sua permanenza nella città patavina esiste una leggenda che vuole che sia stato posto agli arresti in quanto sospettato di attività spionistica, visto il suo grande interesse per le strutture difensive. In una sua successiva permanenza a Legnago per il rinnovamento della fortezza, incontrò il capitano generale della Repubblica Veneta, Francesco Maria della Rovere, grazie alla cui conoscenza, oltre che alla fama che ormai aveva acquisto, gli venne offerta la carica di ingegnere militare per la Serenissima. In questo modo, alla stregua di Jacopo Sansovino, egli divenne un ufficiale salariato della Repubblica: fu così che l'apprezzamento presso i veneziani e la tragedia rappresentata dal sacco di Roma convinceranno Sanmicheli a non fare più ritorno nel Lazio.

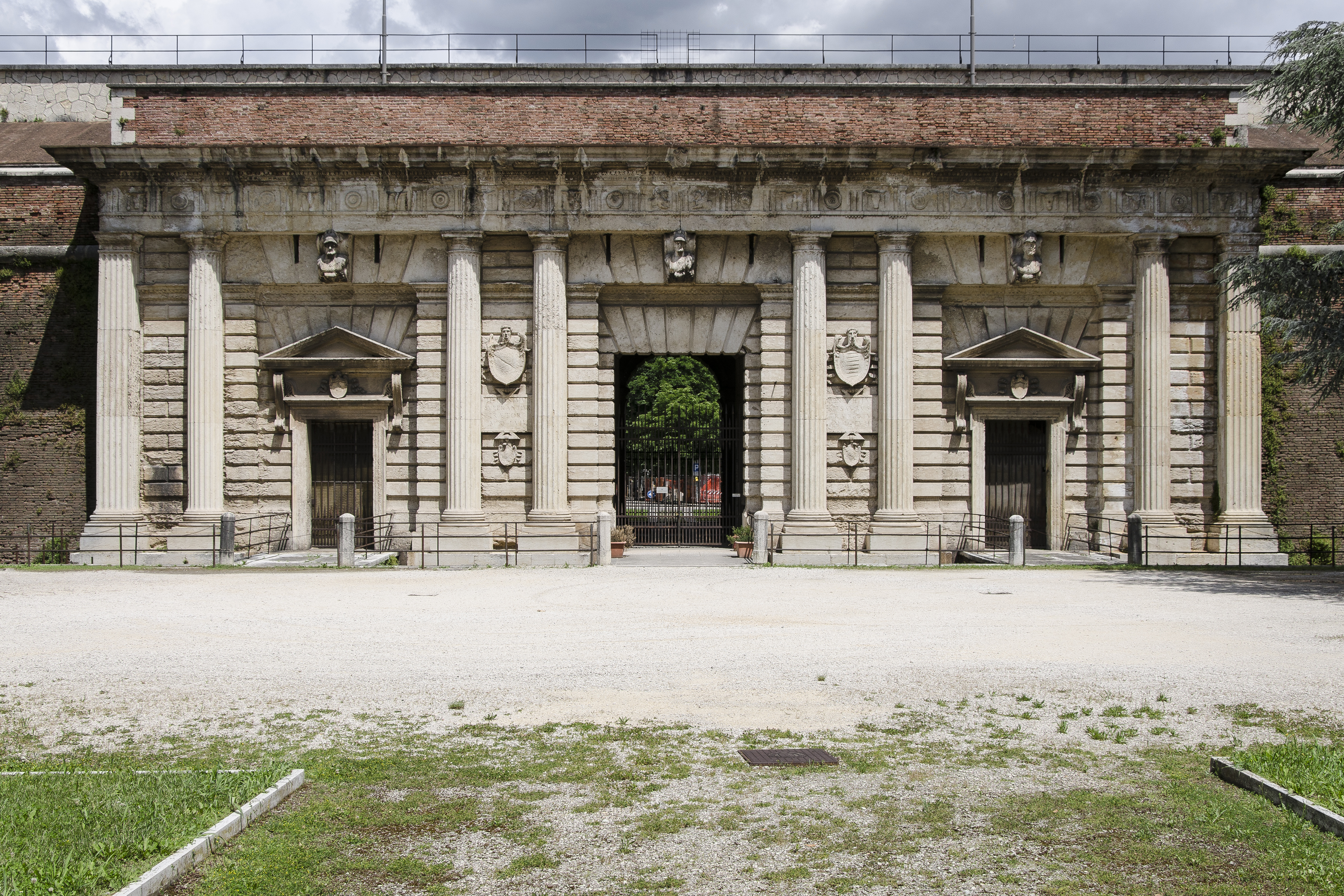
La facciata lato campagna di porta Palio a Verona

Il suo primo incarico in questo ruolo è a Verona, tra il 1527 e il 1528, dove venne chiamato da Giovanni Emo, podestà della città, a occuparsi del restauro del ponte Nuovo sull'Adige. Inoltre, intorno alla fine del 1527, la nobildonna Margherita Pellegrini gli offrì di progettare una cappella in memoria del figlio Nicolò presso la chiesa di San Bernardino di Verona: a questo lavoro l'architetto si applicò con notevole entusiasmo, realizzando un'opera molto apprezzata dalla committente. La cappella Pellegrini fu poi oggetto di successivi ritocchi da parte di Bartolomeo Giuliari nel 1793. Il 28 ottobre 1530, quando l'opera privata era ormai completata, venne ufficialmente nominato soprintendente alle fabbriche militari di Verona (carica che manterrà fino alla morte). Con questo ruolo progettò le monumentali porte della città: porta Nuova (1532), porta San Zeno (1541) e porta Palio (1547); inoltre iniziò a trasformare le fortificazioni di Verona usando il sistema a bastioni. Contemporaneamente (tra il 1531 e il 1532) si occupò di studiare e disegnare il riassetto della Cittadella viscontea veronese, in collaborazione con il nipote Giangirolamo Sanmicheli che fu suo fedele collaboratore e continuatore.
Grazie ai lavori compiuti a Verona le capacità di Sanmicheli come architetto militare vennero conosciute e apprezzate anche al di fuori dei confini della Repubblica, fu così che Francesco II Sforza, nel 1531, ottenne il consenso di poterlo avere per una consulenza sulle piazzeforti di Vigevano, Pavia, Alessandria, Lodi e Como per il ducato lombardo. Nel 1539 anche Carlo V fece richiesta alla Serenissima, però respinta, di poter usufruire dei suoi servizi per fortificare Anversa.

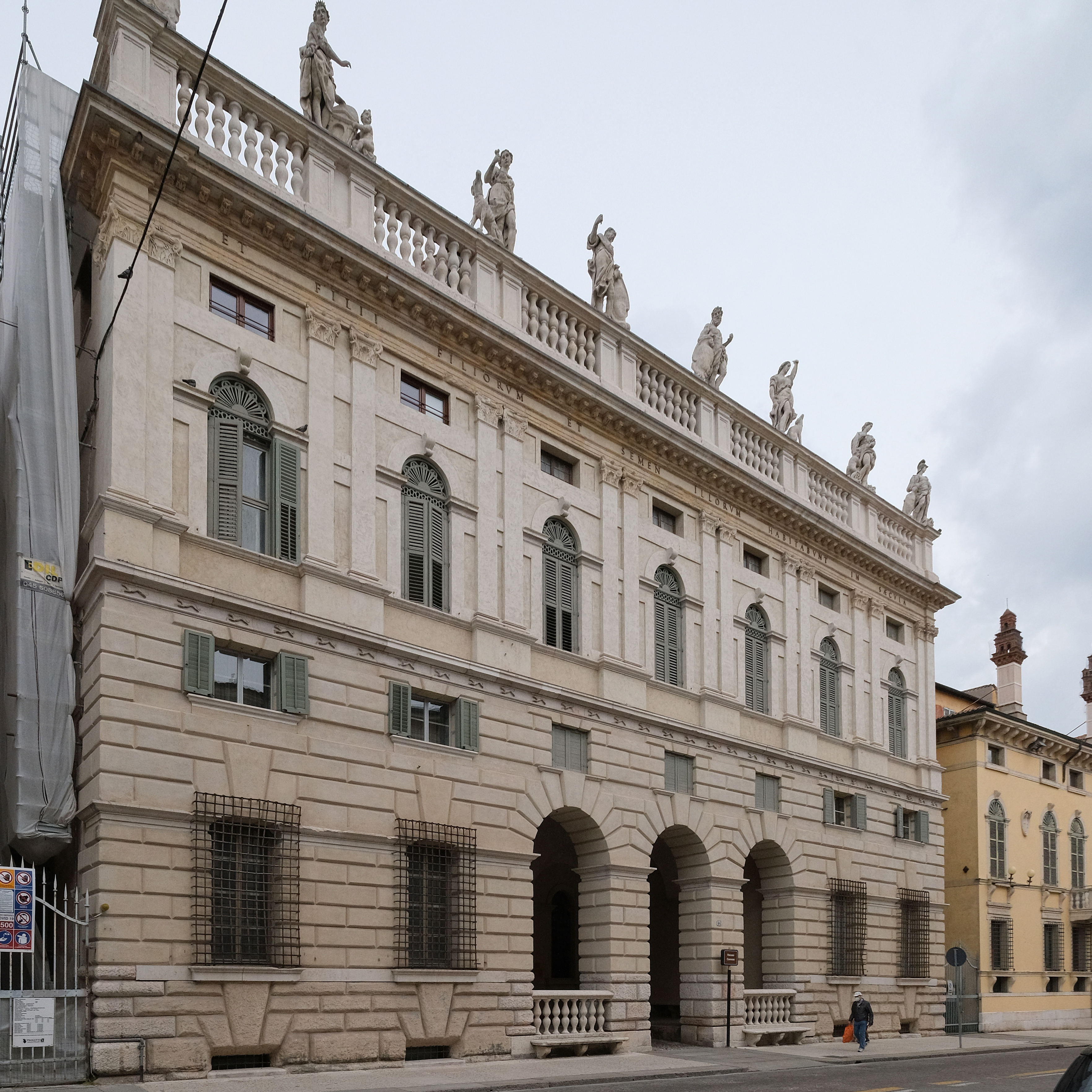
Palazzo Canossa a Verona

La sua fama di architetto è legata non solo a opere a carattere militare, ma anche ad architetture civili di stile rinascimentale. Infatti nel 1530 Ludovico di Canossa, vescovo di Bayeux rientrato a Verona nel corso degli anni venti, gli commissionò il progetto di una dimora cittadina nei pressi di Castelvecchio, tra porta Borsari e l'arco dei Gavi, e una villa di campagna a Grezzano di Mozzecane. Palazzo Canossa venne completato poco dopo la morte del vescovo, avvenuta nel 1532; tra l'altro l'architetto, proprio tramite Ludovico, ebbe modo di conoscere i fratelli Giovan Francesco, Antonio e Gregorio Bevilacqua, che gli affidarono sul finire degli anni venti la realizzazione di palazzo Bevilacqua, che andò a fronteggiare quello dei Canossa lungo l'attuale corso Cavour, e il restauro del castello di Bevilacqua, nel 1532.
Nel 1531 iniziò degli interventi (che si prolungheranno fino al 1537) sulla cinta muraria di Orzinuovi, mentre nell'anno successivo compì degli studi per le fortificazioni di Treviso e di Brescia, e per la ristrutturazione di piazza Contarena a Udine. L'anno successivo fu a Padova per degli approfonditi studi che porteranno alla realizzazione del bastione Cornaro.
Nel 1533 fu molto attivo a Verona, dove costruì i portali dei palazzi del Capitanio e del Podestà per volontà dei rettori veneti Dolfin e Giustinian, e ristrutturò la sua abitazione familiare; si recò, inoltre, a Pesaro e a Senigallia per delle consulenze relative ai porti.

### Fortificazione di Venezia e dei confini orientali

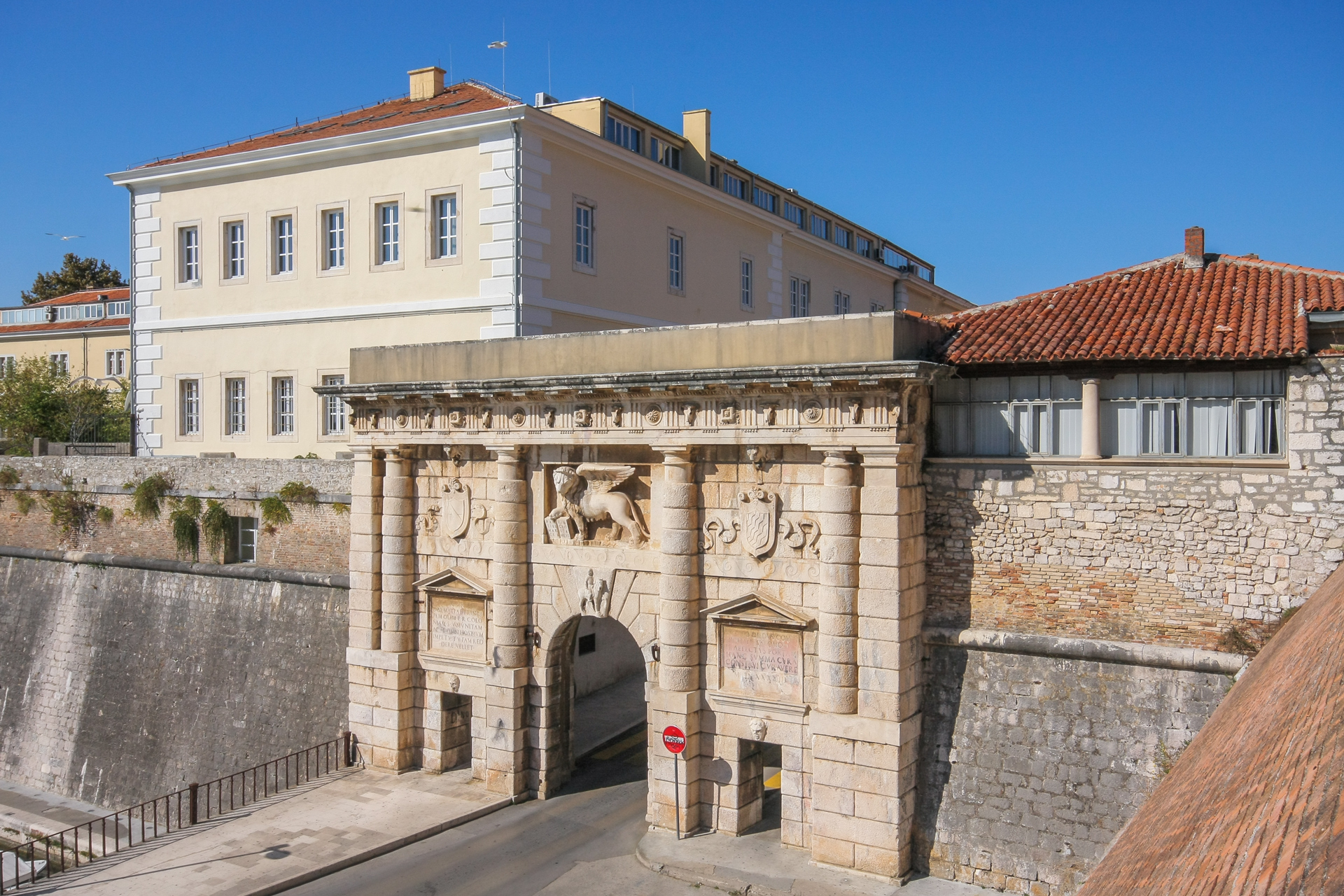
Porta di Terraferma a Zara

Nell'ottobre 1534 Sanmicheli partì per Zara su richiesta del Senato della Repubblica, non prima, però, di aver dettato testamento al notaio veneziano Giovanni Cavani. Tornato a Venezia il Consiglio dei Dieci lo incaricò di redigere un rapporto segreto sulle difese della laguna, un documento che dimostra l'ottima metodologia utilizzata dal Sanmicheli, un metodo ancora attuale; con tale documento l'architetto riuscì a mettere in luce le complesse problematiche del territorio e a formalizzare una riprogettazione in un'ottica di efficienza non soltanto militare, ma anche civile. A questo incarico seguì immediatamente, il 27 gennaio, la commissione per la progettazione del forte di Sant'Andrea, sull'omonima isola di fronte al Lido di Venezia, e di altre fortificazioni lagunari. Questi lavori gli frutteranno la nomina, avvenuta il 14 aprile, a ingegnere capo della Repubblica, «si per la cavacion et bisogno di queste nostre lagune, si etiam per la fortificazione de li lochi [...] da terra et da mar».
L'intensa attività di architetto militare non gli impedì, comunque, di occuparsi anche di opere civili: in questi anni infatti progettò per la famiglia Cornaro una villa a Piombino Dese (da non confondersi con villa Cornaro, realizzata dal Palladio), demolita poi nel 1795.
Tra il 1537 e il 1540 il Sanmicheli visse un periodo di intenso lavoro, durante il quale viaggiò quasi ininterrottamente per verificare le fortificazioni orientali insieme con il nipote, con il quale aumentarono i legami personali e professionali; visitò la Dalmazia, Zara, Sebenico, Corfù, Creta e altri luoghi dello Stato da Mar. Al ritorno dal lungo viaggio continuò ad occuparsi delle fortificazioni della Terraferma (in particolare Orzinuovi e Chioggia), ma non mancò di recarsi anche a Vicenza per delle consulenze sul costruendo palazzo della Ragione, occasione durante la quale, molto probabilmente, incontrò l'architetto Andrea Palladio.

### Gli ultimi anni

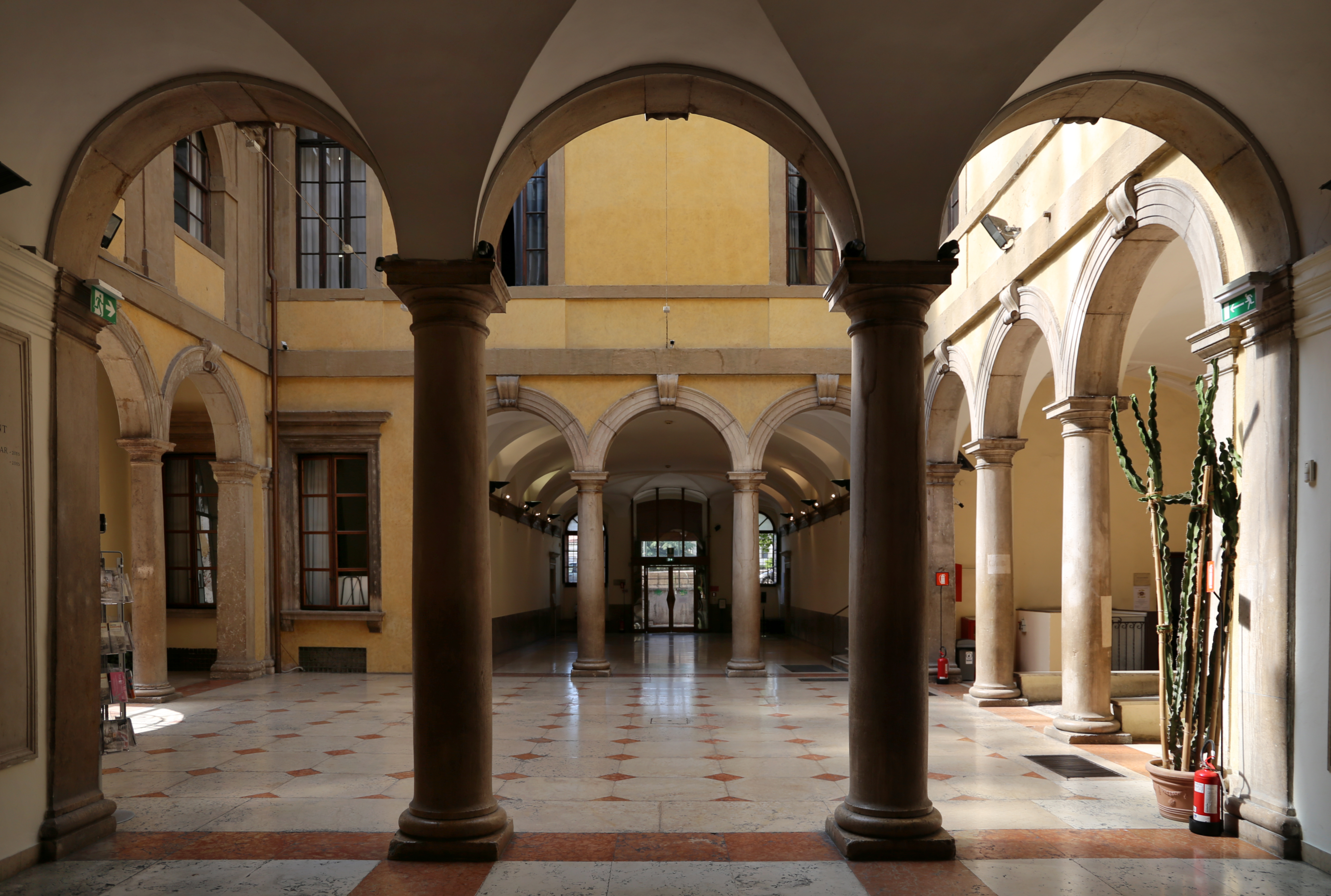
Il cortile di palazzo Pompei, commissionato all'architetto veronese dalla famiglia Lavezzola

Negli anni seguenti l'architetto veronese viaggiò ancora molto nei vasti Domini di Terraferma per svolgere perizie e rilievi circa le varie strutture difensive, anche se dovette rinunciare a una nuova missione nei territori orientali a causa di precarie condizioni fisiche. Si occupò molto anche di perlustrazioni di controllo delle reti idrauliche, e non mancò di seguire e aprire numerosi cantieri a Verona e Venezia.
Trasferitosi stabilmente a Verona, si dedicò ai progetti di numerose sontuose residenze patrizie della città, oltre che della realizzazione della cupola della chiesa di San Giorgio in Braida e della facciata (rimasta incompiuta) di Santa Maria in Organo. Nel 1540 finì i lavori per il palazzo Pompei, commissionatogli dalla ricca famiglia Lavezzola, una delle opere più riuscite del maestro veronese.

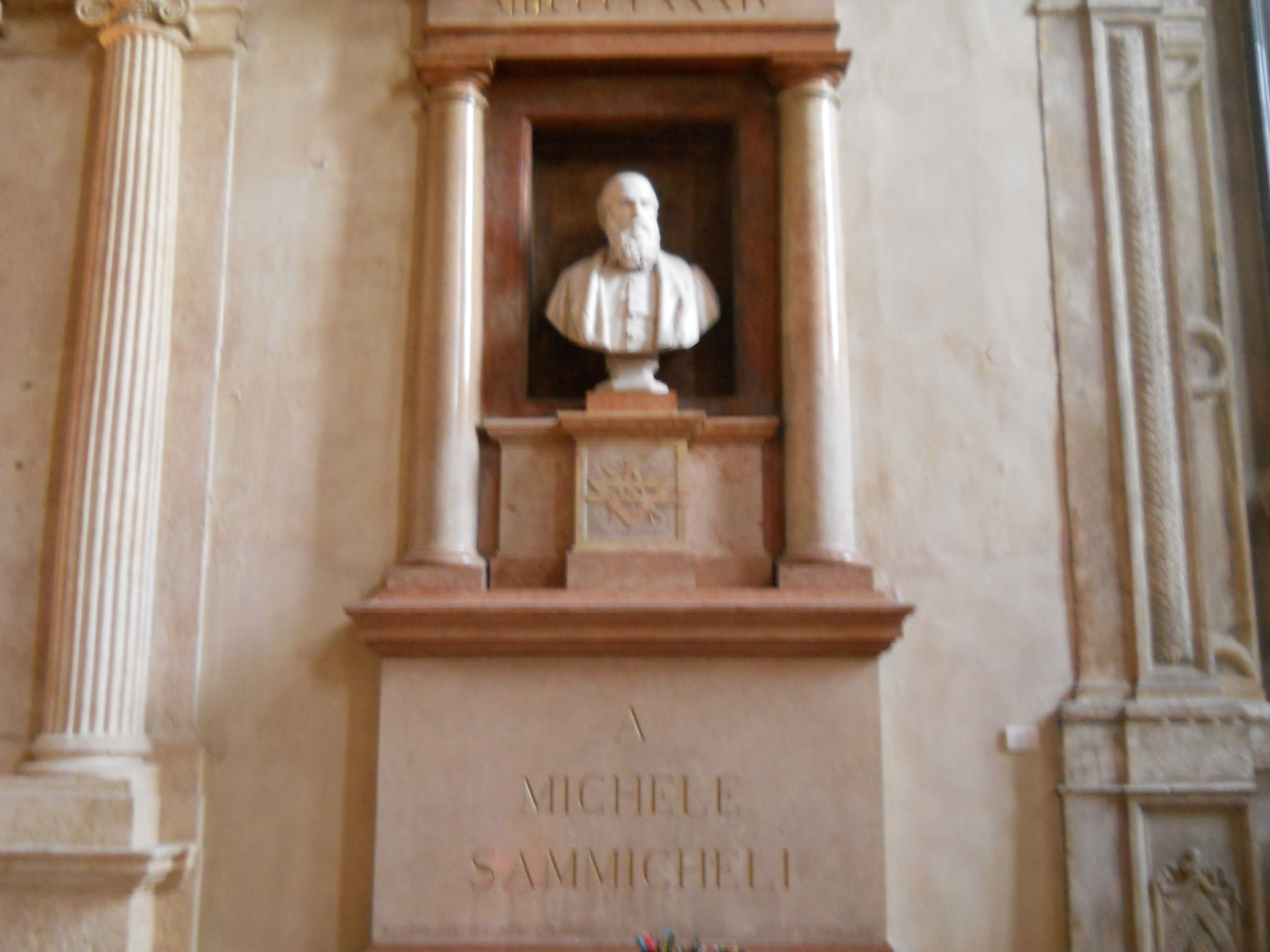
Monumento funebre di Sanmicheli presso la chiesa di San Tomaso Cantuariense

Nel 1541 realizzò, a Venezia, il palazzo Corner Mocenigo, che si affaccia sul campo San Polo nell'omonimo sestiere, i quali medesimi elementi innovativi si ritrovano nei suoi lavori successivi: palazzo Roncale a Rovigo, palazzo degli Honorij a Verona (1553-54) e palazzo Grimani di San Luca a Venezia (dal 1556 circa), che è anche il suo ultimo capolavoro.
Nel 1555 produsse dei disegni per il rifacimento del deposito del Bucintoro presso l'arsenale di Venezia, mentre l'anno successivo si occupò della realizzazione di un arco trionfale per l'entrata di Bona Sforza a Padova.
Provato duramente dalla perdita dell'amato nipote Giangirolamo, in cui vedeva il suo valido successore, terminò la carriera con il disegno della chiesa a pianta centrale della Madonna di Campagna, terminata da Bernardino Brugnoli, vicino a Verona. Il 29 aprile 1559 dettò testamento indicando come erede universale suo cugino Paolo, e verso la fine di agosto dello stesso anno si spense nella città natale a causa di una violenta febbre. Le sue spoglie sono custodite nella chiesa di San Tomaso Cantuariense.

## Influenze e stili

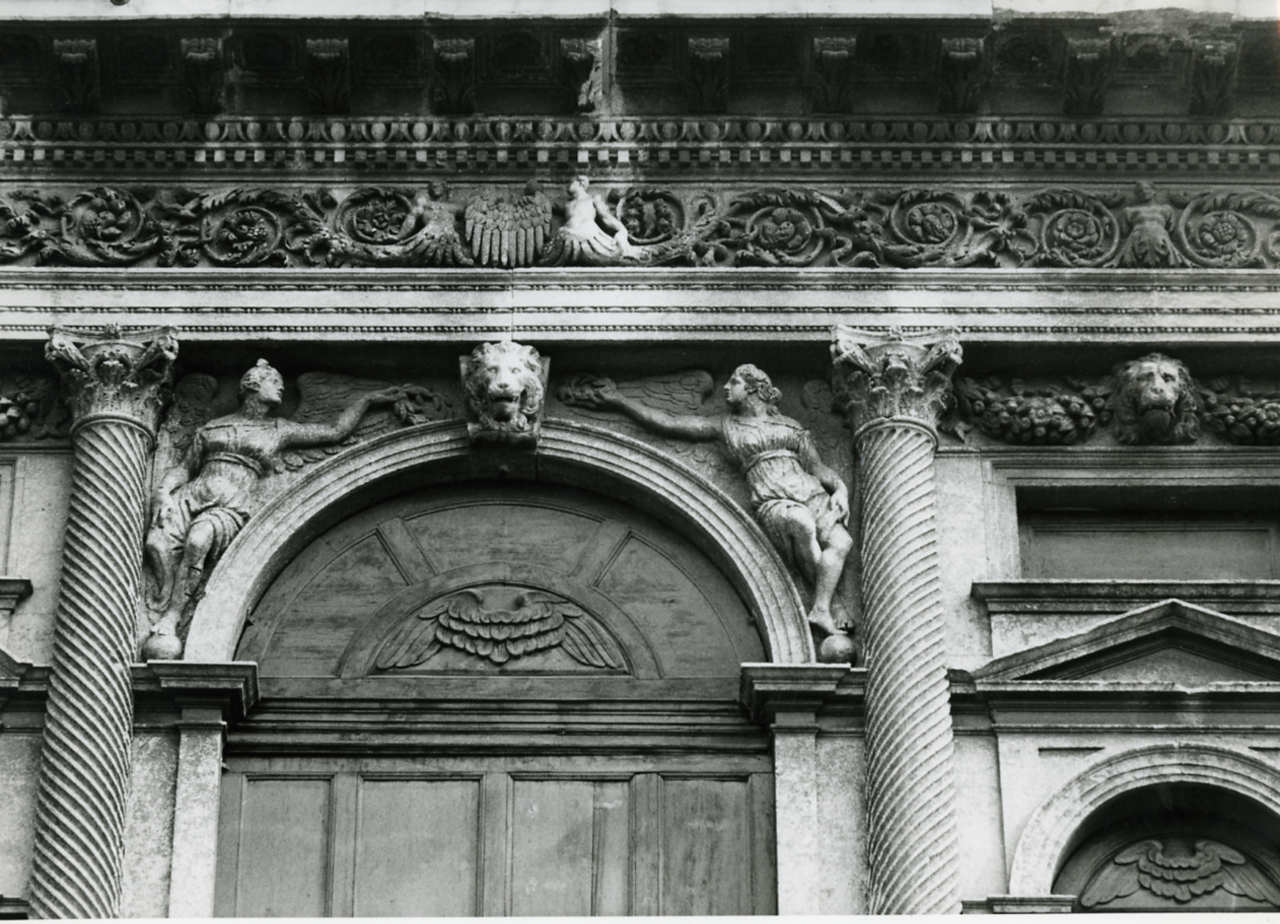
Fotografia di dettaglio di palazzo Bevilacqua, dove cui si può osservare la raffinatezza delle decorazioni tipica delle opere giovanili dell'architetto veronese

Sanmicheli è stato più volte definito un architetto dallo stampo manierista. Questa, tuttavia, è una definizione inadeguata, infatti se nelle realizzazioni architettoniche di Michelangelo o Giulio Romano si trovano le deliberate trasgressioni tipiche di questo stile, in Sanmicheli la deliberata violazione delle regole classiche appare assente: semmai le sue trasgressioni non erano finalizzate alla voglia di stupire l'osservatore, ma erano necessarie per poter mischiare elementi antichi con le esigenze dei progetti moderni.

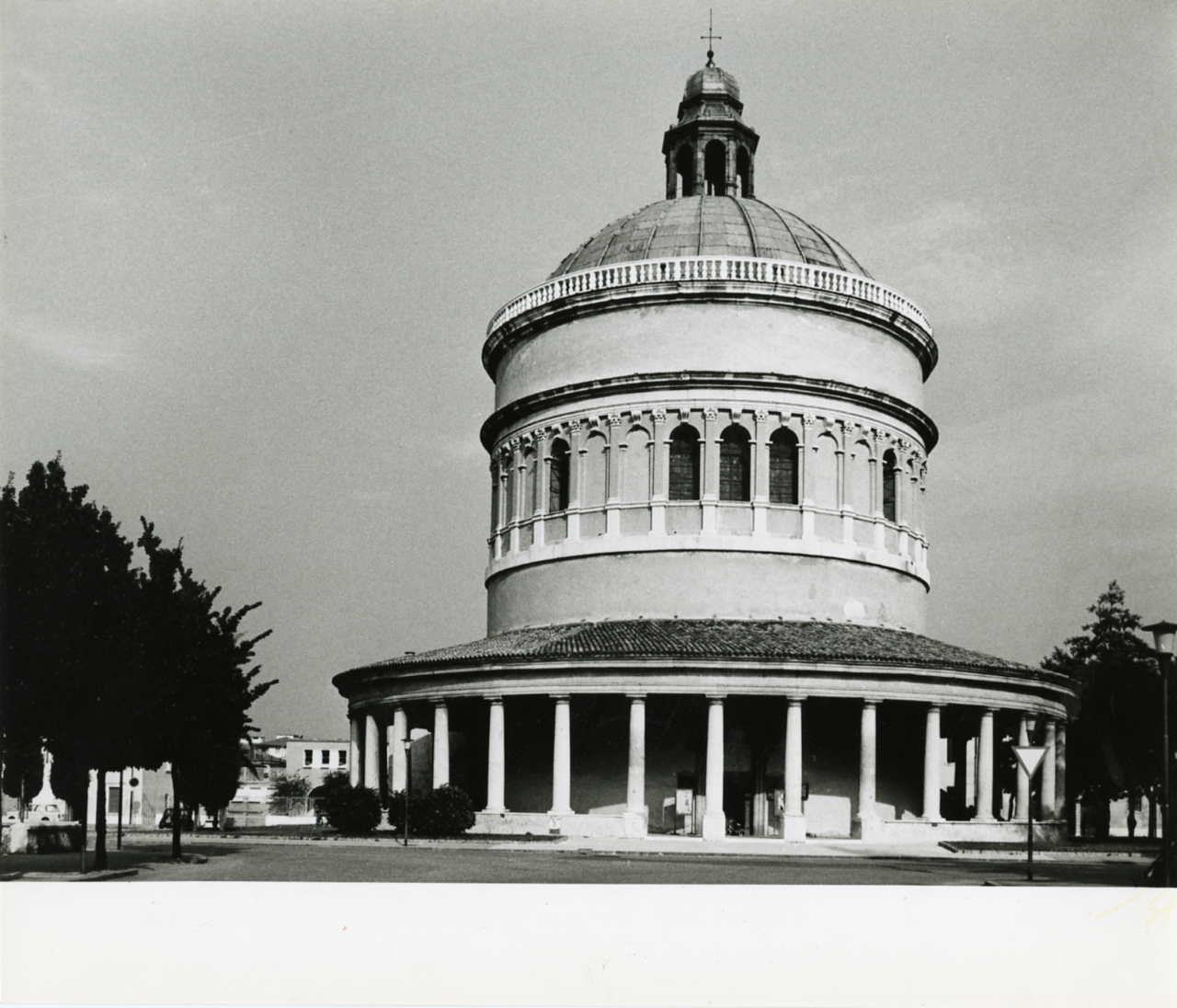
La chiesa della Madonna di Campagna, dove si può notare uno stile decisamente più sobrio e monumentale rispetto a quello adottato nelle opere giovanili

Lo stile di Sanmicheli, che appare sicuramente riconoscibile e inconfondibile, si manifesta come risultato di influenze alto rinascimentali (in particolare di Bramante e Raffaello) apprese durante il suo soggiorno in Italia centrale e delle predilezioni di architetti che già lavoravano a Verona e Venezia. L'architetto veronese apprese le regole canoniche dell'architettura dall'opera di Vitruvio, tanto che l'Arentino lo nominò in un ristretto gruppo di architetti definiti come «Vitruvii in li edifici belli». In alcune opere, però, Sanmicheli non si limitò ad applicare pedissequamente le prescrizioni dell'architettura vitruviana, ma le applicò in modi nuovi. Appare inoltre piuttosto chiaro, nonostante non abbia lasciato documentazione grafica, come avesse una perfetta conoscenza dell'architettura antica, in particolare di quella veronese, visto che numerose sono le ispirazioni tratte dall'Arena, dall'arco dei Gavi, dal distrutto arco di Giove Ammone, dal teatro romano e dalle porte Borsari e Leoni.
Anche se nel corso della sua vita Sanmicheli appare piuttosto coerente con un'idea di architettura, si possono comunque trovare nelle sue opere un mutamento dello stile. Nel periodo giovanile risultò essere più incline a realizzare progetti dotati di maggior complessità e lavorazioni più fini (come palazzo Bevilacqua e cappella Pellegrini), mentre al termine della vita privilegiò uno stile più sobrio ma più monumentale (come nella chiesa della Madonna di Campagna, ultima opera dell'architetto).

## Sanmicheli committente di artisti

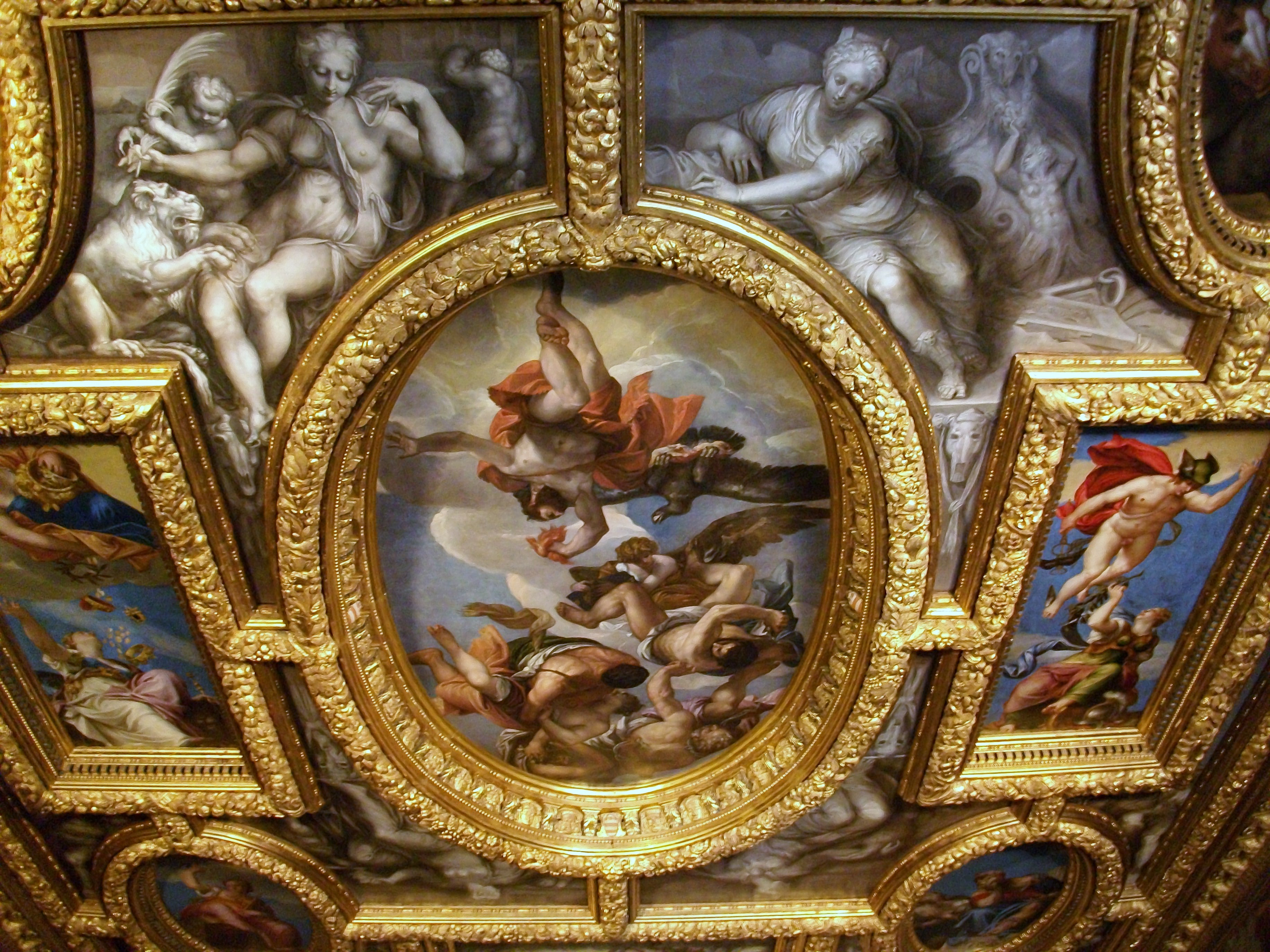
Il soffitto decorato da Paolo Veronese nella sala del Consiglio dei Dieci al palazzo Ducale di Venezia, incarico ottenuto anche grazie all'appoggio di Sanmicheli

All'apice della carriera Sanmicheli apparteneva all'élite del panorama artistico veneziano, al pari di Tiziano e Sansovino; questa condizione gli permise di essere a contatto con gran parte della nobiltà locale, inoltre la sua attività di architetto lo poneva nella situazione di poter consigliare il committente circa le decorazioni dell'opera in costruzione. A fronte di tutto ciò, ebbe la possibilità di raccomandare molti pittori e scultori a lui graditi, diventando una sorta di mecenate.
Tra i pittori che più beneficiarono del rapporto con Sanmicheli vi furono Francesco Torbido, Battista del Moro, Giovanni Battista Zelotti e Paolo Veronese, quest'ultimo uno dei più importanti esponenti della pittura veneta di quel tempo, ma anche Vasari fu raccomandato per alcuni lavori, in particolare per la realizzazione di nove pannelli per uno dei soffitti di palazzo Corner Spinelli. Nonostante molte opere scultoree necessarie per i suoi progetti fossero realizzate dallo stesso Sanmicheli, egli ne commissionò alcune ad altri scultori, specialmente ad Alessandro Vittoria, Pietro da Salò e Danese Cattaneo.
A seguito di queste considerazioni, l'influenza di Sanmicheli sull'arte veneziana non può essere relegata solamente all'architettura, bensì estesa anche alla pratica della pittura e della scultura.

## Eredità artistica
Verso la fine del XVI secolo l'arte del Sanmicheli influenzava fortemente i lavori degli architetti contemporanei, anche se dopo la sua morte, col passare del tempo, il suo influsso andò diminuendo fino a scomparire del tutto. Uno degli architetti che più di ogni altro trasse ispirazione dall'opera del maestro veronese fu certamente Jacopo Sansovino, come si può osservare da alcune sue opere, quali la biblioteca Marciana e palazzo Corner. A sua volta anche Sanmicheli prese spunto dai lavori di Sansovino; questo fa pensare che tra i due rivali ci fossero comunque buoni rapporti e che condividessero talvolta alcune idee.
Un altro grande architetto che venne fortemente influenzato dall'opera del veronese fu Andrea Palladio, tanto che potrebbe averlo inizialmente considerato il suo mentore, tuttavia l'ascendente sull'architetto padovano andò scemando man mano che egli maturò, finendo per esaurirsi quasi del tutto. Altri architetti ispirati dal Sanmicheli furono Bartolomeo Ammannati e Michelangelo che, come ricorda il Vasari, nutriva simpatia e rispetto verso il collega veronese. I seguaci più stretti del Sanmicheli furono però i membri della sua famiglia: il giovane Bernardino Brugnoli e i nipoti Giangirolamo Sanmicheli e Domenico Curtoni furono tra quelli che più di ogni altri accolsero l'eredità artistica del loro celebre parente. Grazie a loro, lo stile sanmicheliano visse fino alla metà del XVII secolo, quando la crescente popolarità dell'approccio all'architettura del Palladio lo offuscò.
Bisognerà aspettare ben oltre l'inizio del XVIII secolo con Bartolomeo dal Pozzo grazie alla sua opera Le vite de' pittori, de gli scultori et architetti veronesi e soprattutto con Scipione Maffei e la sua Verona illustrata, perché venga riscoperto l'interesse verso l'opera del Sanmicheli. Questo rinnovato interesse si trova, in seguito, anche negli studi e nei lavori di Alessandro Pompei, nonché in Adriano Cristofali e in Luigi Trezza. Nell'Ottocento ci furono ulteriori architetti e studiosi veronesi che si occuparono dei suoi lavori, come Michelangelo Castellazzi, che disegnò palazzo Ottolini (in piazza Bra) modellandolo sulla struttura di palazzo Canossa, e Bartolomeo Giuliari, che nel 1816 realizzò una monografia su cappella Pellegrini. Nel 1823, Francesco Ronzani e Girolamo Luciolli produssero infine una meticolosa raccolta delle opere di Sanmicheli.
A dimostrazione di questo ritrovato apprezzamento verso i lavori di Sanmicheli, la città di Verona gli dedicò una statua, realizzata da Gianbattista Troiani, che si trova tuttora in corso Porta Nuova.

## Opere principali
Nel culmine della sua carriera Sanmicheli godette di ampia considerazione presso la classe dirigente veneziana e occupò una posizione di rilievo sugli altri architetti a servizio della Serenissima. La sua carica di "Architetto presso l'illustrissimo impero ducale veneziano" lo portò a soprintendere a numerosi progetti nei vasti territori della Serenissima, sia nei Domini di Terraferma, ovvero nell'Italia nord-orientale, che nei lontani possedimenti di Corfù, Creta e Croazia.
All'inizio del XVI secolo il governo veneziano era molto preoccupato riguardo alla difesa dei suoi confini, timori che si erano acuiti in seguito alla guerra della Lega di Cambrai, avvenuta tra il 1509 e il 1516. Per la salvaguardia della Repubblica si decise di intraprendere un progetto di miglioramento delle strutture difensive, così i veneziani trovarono in Sanmicheli l'uomo adatto per compiere questo delicato compito. Per lui, nel 1535, crearono ad hoc la carica di ingegnere soprintendente a tutte fortificazioni dell'impero.
Nonostante la sua fama fosse soprattutto legata alle opere militari, l'architetto veronese si prodigò anche nella realizzazione di opere civili, quali edifici ecclesiastici e residenziali di grande pregio, tanto da suscitare gli apprezzamenti anche di altri architetti contemporanei, come Sebastiano Serlio e Jacopo Sansovino.
Anche se nella prima parte della carriera fu impegnato nelle città del centro Italia, il luogo a cui più di ogni altro legò il suo nome fu senz'altro Verona. Oltre alla città natale, in cui fu attore principale della scena architettonica, fu chiamato spesso per consulti o per progetti anche al di fuori dei territori della Serenissima.

### Opere militari

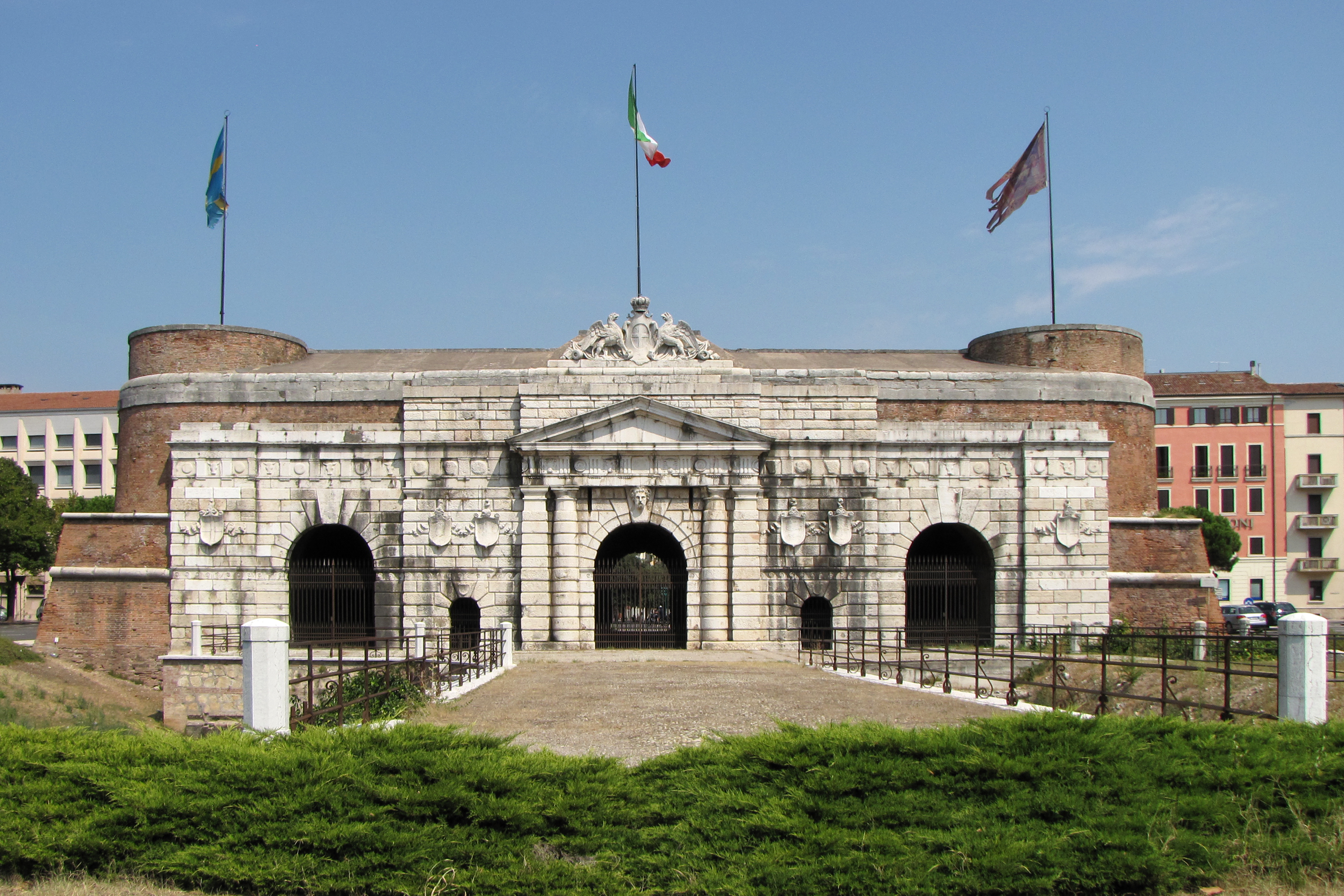
Porta Nuova a Verona

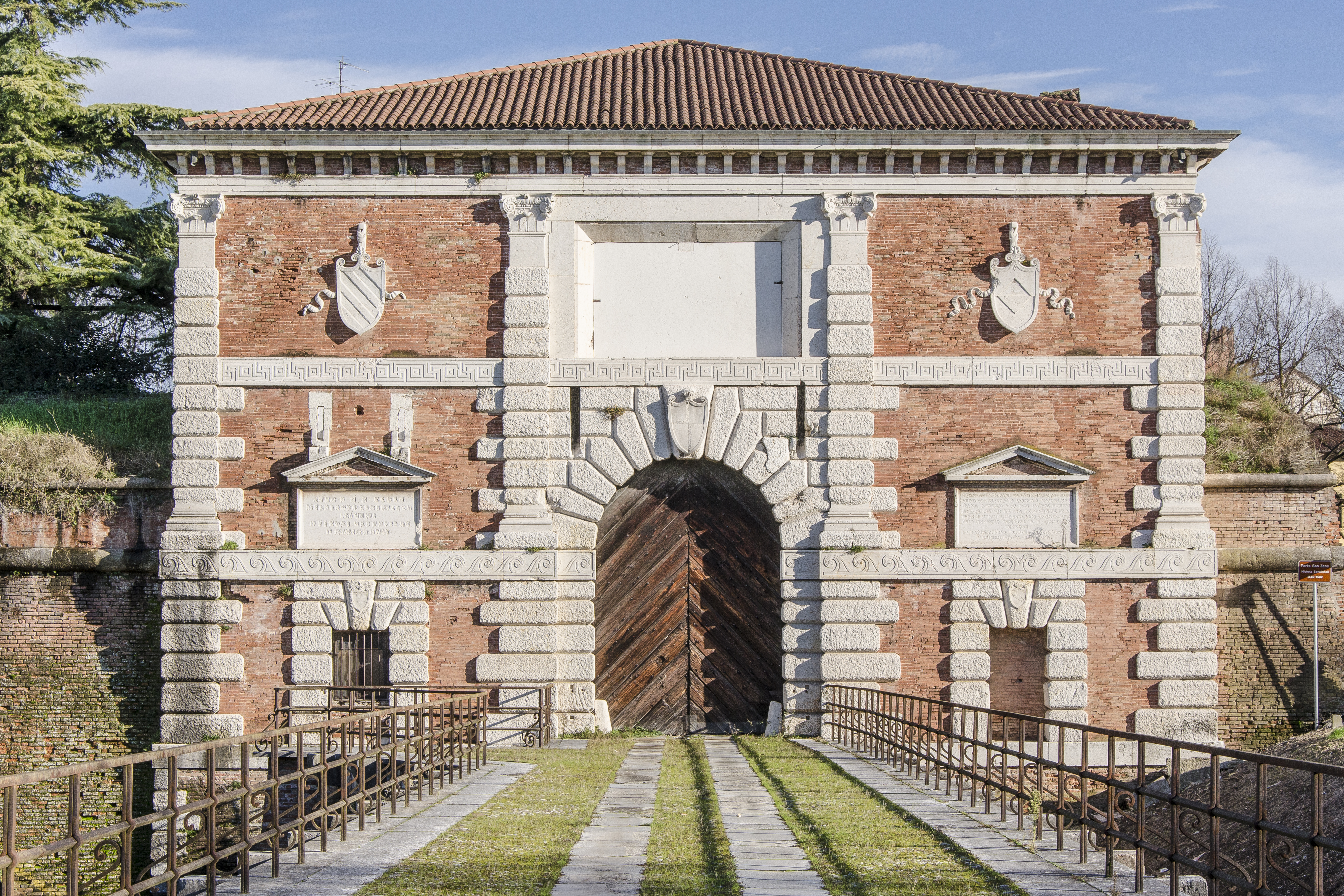
Porta San Zeno a Verona

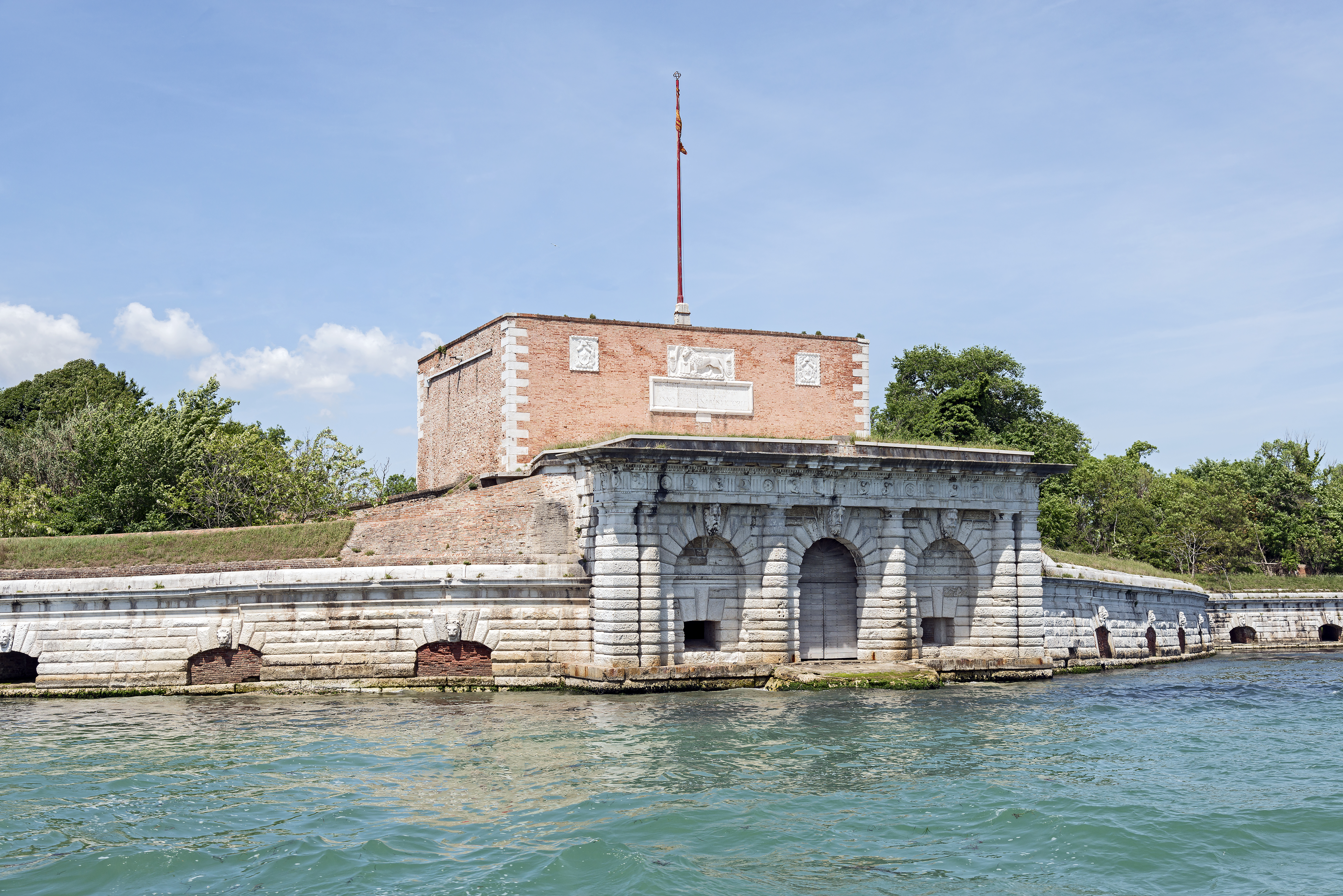
Forte di Sant'Andrea a Venezia

Vasari, che lo conobbe a Venezia, attribuisce a Sanmicheli fondamentali innovazioni nel campo delle fortificazioni in un momento di generale rinnovamento nel campo delle opere militari per il quale si parla di "fortificazione alla moderna". Tuttavia almeno per la prima di tali innovazioni, l'invenzione del bastione angolato, occorre ricordare che la storiografia moderna l'attribuisce a Giuliano da Sangallo e ad Antonio da Sangallo. In effetti Sanmicheli compie la sua formazione a contatto con l'attività dei due fratelli e del loro erede Antonio da Sangallo il Giovane con il quale collabora a lungo.

#### A Verona
- Porta Nuova. Costruita fra il 1535 e il 1540, fu largamente rimaneggiata dagli austriaci nel 1854 con l'aggiunta di due fornici laterali su entrambe le facciate. Sulla facciata posteriore era presente una lapide, poi perduta, che attribuiva all'architetto la paternità dell'opera.[41][42]
- Porta San Zeno. Costruita probabilmente fra il 1540 e il 1541 e sicuramente terminata nel 1542 (data riportata in un'iscrizione situata sulla facciata lato città), presenta diversi elementi originali rispetto alle altre due porte cittadine, a partire dalla facciata realizzata non interamente in pietra, ma con l'alternanza di mattoni, e una maggiore semplicità e sobrietà. Questo è probabilmente dovuto al bisogno di realizzarla in tempi brevi e con una spesa relativamente modesta.[43][44]
- Porta Palio. Costruita fra il 1542 e il 1557, è considerata il capolavoro di Sanmicheli per quello che riguarda la sua attività di architetto militare, inserendosi perfettamente nella cultura tardo rinascimentale coeva. Se la facciata lato campagna presenta elementi che la rendono un'opera sontuosa e raffinata, che voleva esprimere il prestigio della città e della Repubblica, il lato città è invece molto severa, ricoperta in bugnato rustico.[45]

#### A Venezia
- Forte di Sant'Andrea. Realizzato a partire dal 1534.

#### In altri luoghi
- Porta "di sotto" a Legnago. Iniziata nel 1529, si trovava nel lato opposto della città rispetto alla porta di San Martino, rivolta in direzione del Polesine. Demolita, non esistono testimonianze del suo aspetto.[46]
- Porta San Martino "di sopra" a Legnago. Progettata intorno al 1529-30 e terminata nel 1535. Opposta alla porta "di sotto", anch'essa è stata demolita[46] nel 1887; la sua architettura è nota da rilievi settecenteschi.
- Porta di Terraferma a Zara. Realizzata nel 1537.[47]

#### Fortificazioni
Sanmicheli fu chiamato in molti luoghi per progettare o consigliare circa le fortificazioni a difesa delle città:
- a Monteleone d'Orvieto (1525);
- a Piacenza (1526);
- a Legnago (1529);
- a Verona (1530-37);
- a Padova (1532);
- a Senigallia (1533, con rielaborazioni successive);
- a Zara (1534);
- a Venezia (1535);
- a Orzinuovi (1535 circa);
- a Brescia (1536);
- a Corfù (1537);
- a Creta (in varie località, tra il 1538 e il 1539);
- a Peschiera del Garda (1548).

### Palazzi e architetture civili

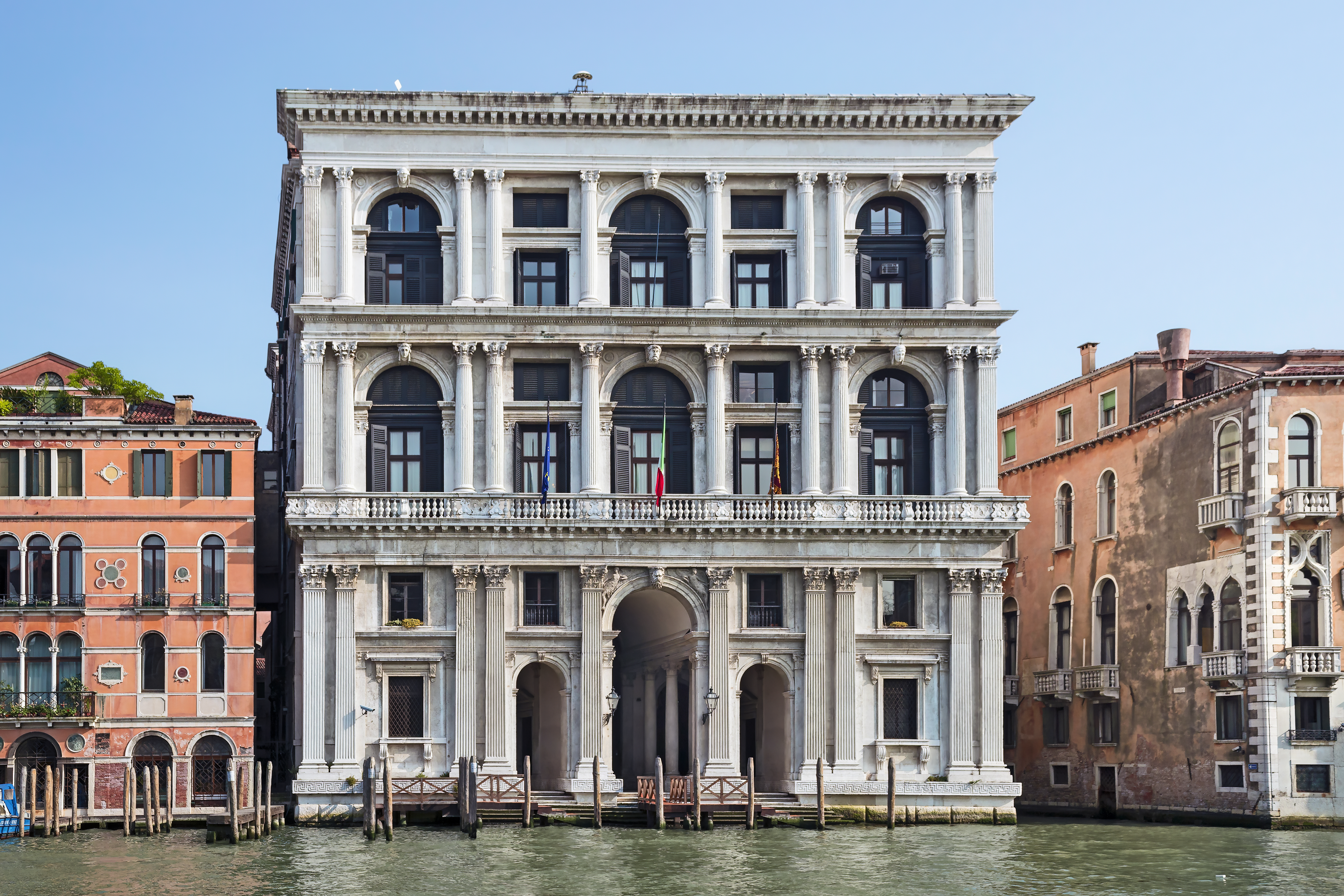
Palazzo Grimani di San Luca a Venezia

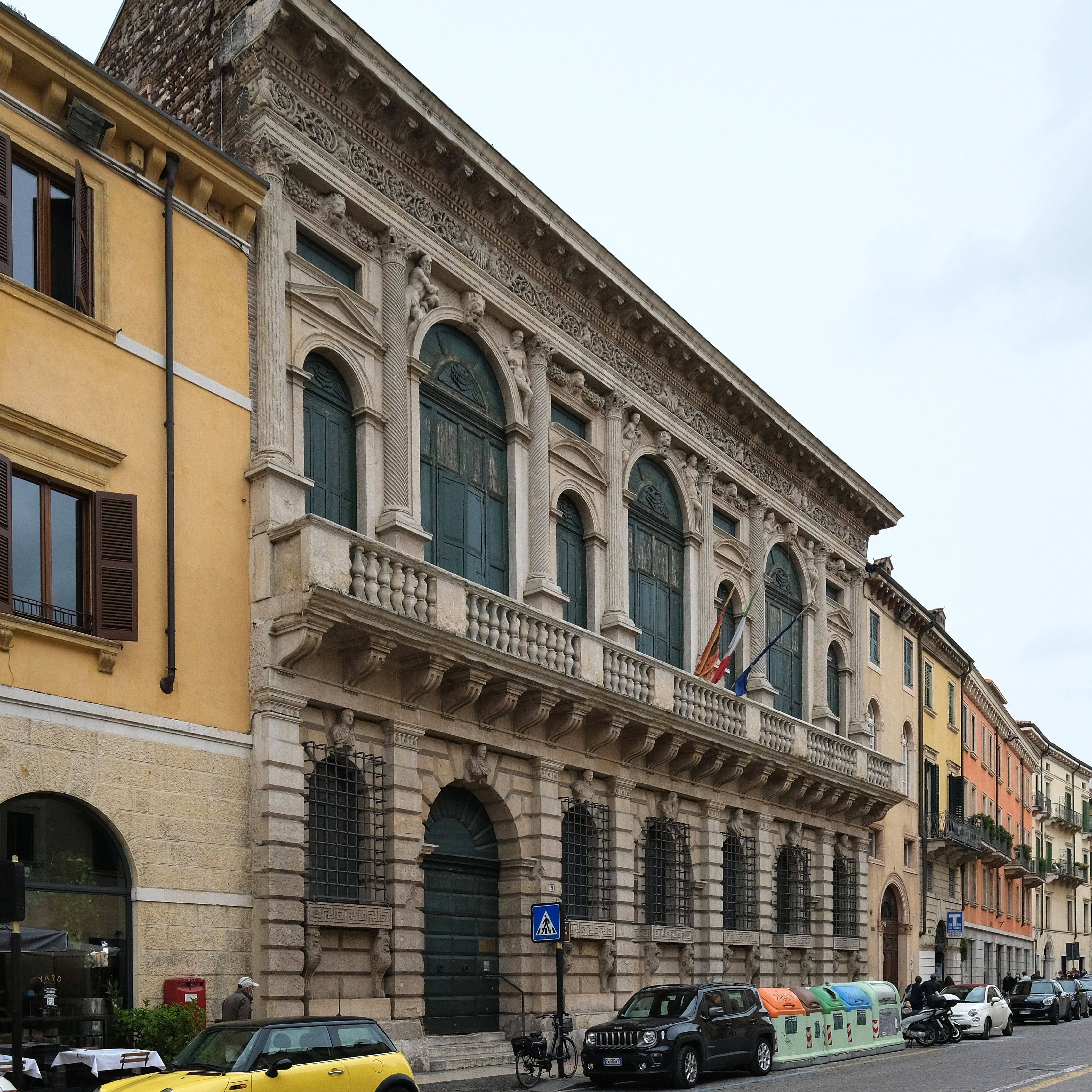
Palazzo Bevilacqua a Verona

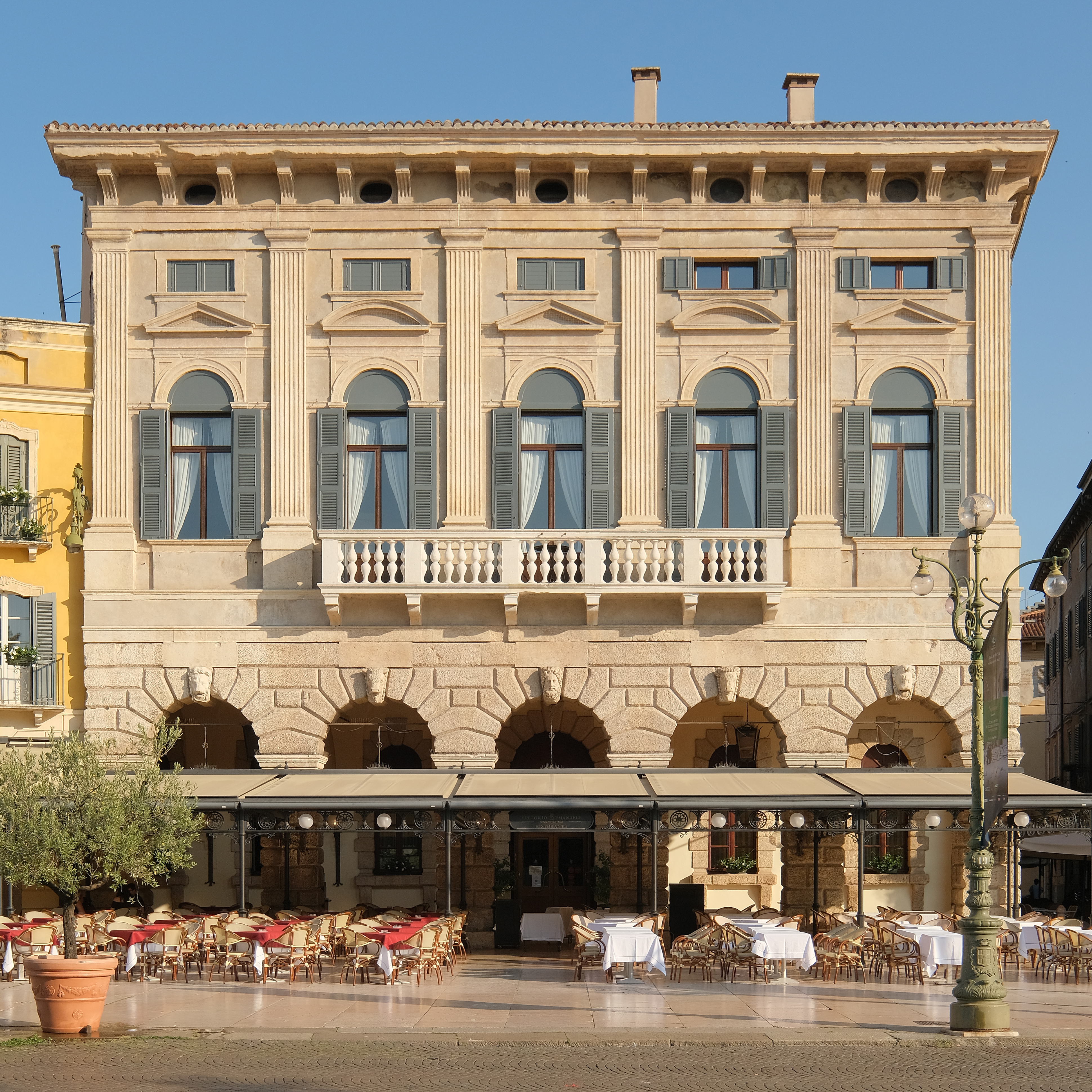
Palazzo degli Honorij a Verona

Nella progettazione di palazzi il Sanmicheli fu uno degli architetti più innovativi del XVI secolo: caratteristica delle sue opere è il mescolare elementi classici, frequenti nelle opere di Bramante e Raffaello, ad altri elementi appartenenti alla tradizione architettonica locale. Se è a Orvieto che Sanmicheli iniziò la sua carriera di costruttore di palazzi (grazie all'amicizia con Girolamo Petrucci), è però a Verona che ebbe modo di dimostrare le sue vere capacità.

#### A Orvieto
- Palazzo Petrucci in corso Cavour. Commissionata da Girolamo Petrucci nel 1517, i lavori riguardarono una completa ristrutturazione degli interni e una nuova facciata su tre livelli.[48]
- Palazzo comunale. I lavori di ristrutturazione previdero la realizzazione di una nuova volta per la sala inferiore, la ricostruzione di quattro botteghe e altri interventi minori.[49]

#### A Venezia
- Palazzo Corner Mocenigo in campo San Polo. Realizzato nel 1541.[50]
- Palazzo Grimani sul Canal Grande. Realizzato nel 1556.[50]

#### A Verona
- Ponte Nuovo. Il ponte venne realizzato tra il 1526 e il 1528 in sostituzione di un precedente ponte andato distrutto durante l'inondazione del 1512. Di struttura semplice con quattro arcate, di luce sempre maggiore e separati da pilastri, è andato anch'esso distrutto durante l'inondazione di Verona del 1882.[51]
- Palazzo Canossa in corso Cavour. Commissionato da Ludovico di Canossa, venne progettato tra il 1526 e il 28 e i lavori iniziarono nel 1531. Realizzato quasi in contemporanea con palazzo Bevilacqua, i due acquisirono immediatamente una grande valenza urbanistica.[52][53]
- Palazzo Bevilacqua in corso Cavour. Vista la forte rivalità tra la famiglia Bevilacqua e Canossa, nel 1532 i primi decisero di commissionare un sontuoso palazzo al maestro, immediatamente dopo l'inizio dei lavori di costruzione di palazzo Canossa. Palazzo Bevilacqua è tra le opere più eleganti e raffinate di Sanmicheli.[51][54]
- Castello di Bevilacqua. Fortezza medievale rovinata nel 1404 durante le guerre tra veneziani e carraresi, venne trasformata da Sanmicheli negli anni trenta: riparati i quattro muri esterni e le quattro torri, gli interni furono completamente ristrutturati e organizzati attorno a un cortile rettangolare. Sempre al maestro si devono inoltre il giardino pensile e la ristrutturazione dell'ampia corte retrostante, compreso il monumentale portale di ordine dorico.[55]
- Portale del palazzo del Capitanio in piazza dei Signori. Commissionato dal capitano Leonardo Giustinian e realizzato presumibilmente tra il 1531 e il 1533, il portale in pietra bianca riprende il tema dell'arco trionfale e si caratterizza dall'uso dell'ordine corinzio e dalla presenza di stemmi nobiliari.[56]
- Portale del palazzo del Podestà in piazza dei Signori. Commissionato nel 1533 dal podestà Giovanni Dolfin, fu realizzato in sostituzione di un precedente ingresso dotato di un semplice fornice. Il disegno del portale è impostato sul modello dell'arco trionfale e si contraddistingue da colonne e paraste ioniche e dalla presenza del leone di San Marco in cima al frontone.[57]
- Palazzo Pompei in lungadige porta Vittoria. Commissionato dalla famiglia Lavezola intorno alla metà degli anni trenta, si caratterizza, oltre che per la monumentale facciata con il piano terreno in bugnato rustico e il più elegante piano nobile in ordine dorico, dalla presenza di un cortile in posizione eccentrica rispetto all'asse centrale, schema che ricorre spesso nella tradizione costruttiva veneziana. Attualmente ospita il museo civico di storia naturale.[58][59]
- Portale di casa Sanmicheli, prima in via Binastrova e poi in vicolo Pozza. L'edificio, ristrutturato tra il 1540 e il 1541, era a tre piani, ornato da un portale di grande pregio e con finestre dotate di cornici rettangolari e disposte in modo asimmetrico. L'abitazione fu demolita nel 1890 a causa degli ingenti danni subiti durante l'esondazione dell'Adige del 1882 e il portale trasferito in un altro edificio in vicolo Pozza.[60][61]
- Villa Brenzone Guarienti a Punta San Vigilio. Caratterizzata da un disegno sobrio e severo, non molto tipico dell'architettura sanmicheliana, viene da alcuni autori inclusa tra le opere del maestro, probabilmente realizzata tra il 1541 per Agostino Brenzone; già abitabile l'anno successivo, i lavori si conclusero probabilmente tra il 1550 e il 1553.[62]
- Palazzo degli Honorij in piazza Bra. Costruito a partire dal 1556 su commissione di Bonaventura degli Honorij, venne probabilmente completato da una bottega sanmicheliana dopo la morte del maestro.[63]

#### Altro
- Corte Spinosa, nei dintorni di Mantova. Progettata all'incirca nel 1527, viene attribuita al Sanmicheli per via del muro posteriore della loggia, molto simile ad altre opere dell'architetto.[53]
- Villa La Soranza a Castelfranco Veneto. Progettata nel 1540 su commissione del patrizio veneziano Alvise Soranzo, andò distrutta nel 1818. Era decorata da affreschi di Paolo Veronese e Giovan Battista Zelotti.[64]
- Palazzo Roncale a Rovigo. Realizzato nel 1555, molte caratteristiche di quest'opera sono riscontrabili in altri edifici del maestro e ciò ne ha potuto conferire la paternità.[50]

### Opere religiose

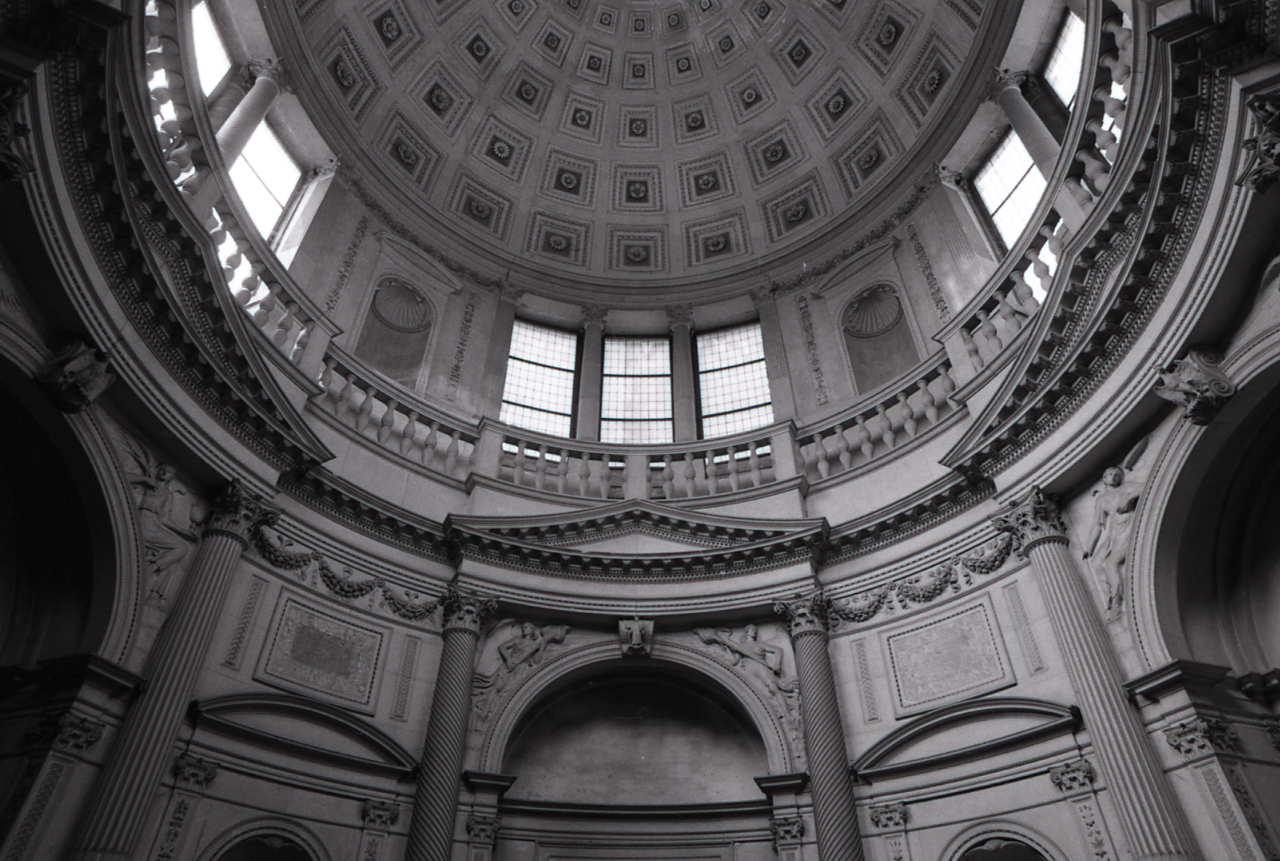
Particolare della cappella Pellegrini a Verona in una fotografia di Paolo Monti

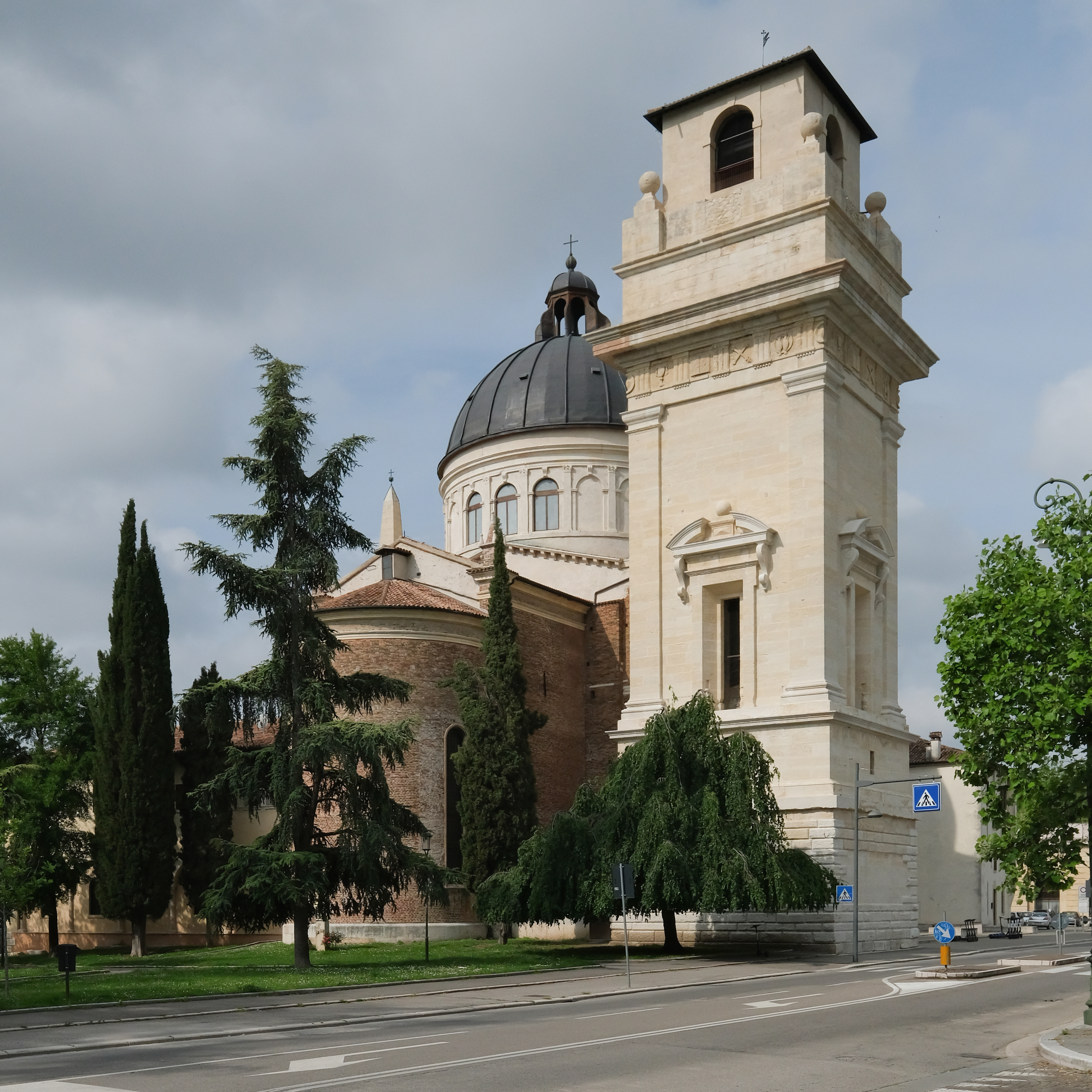
La cupola e il campanile (incompiuto) di San Giorgio in Braida a Verona

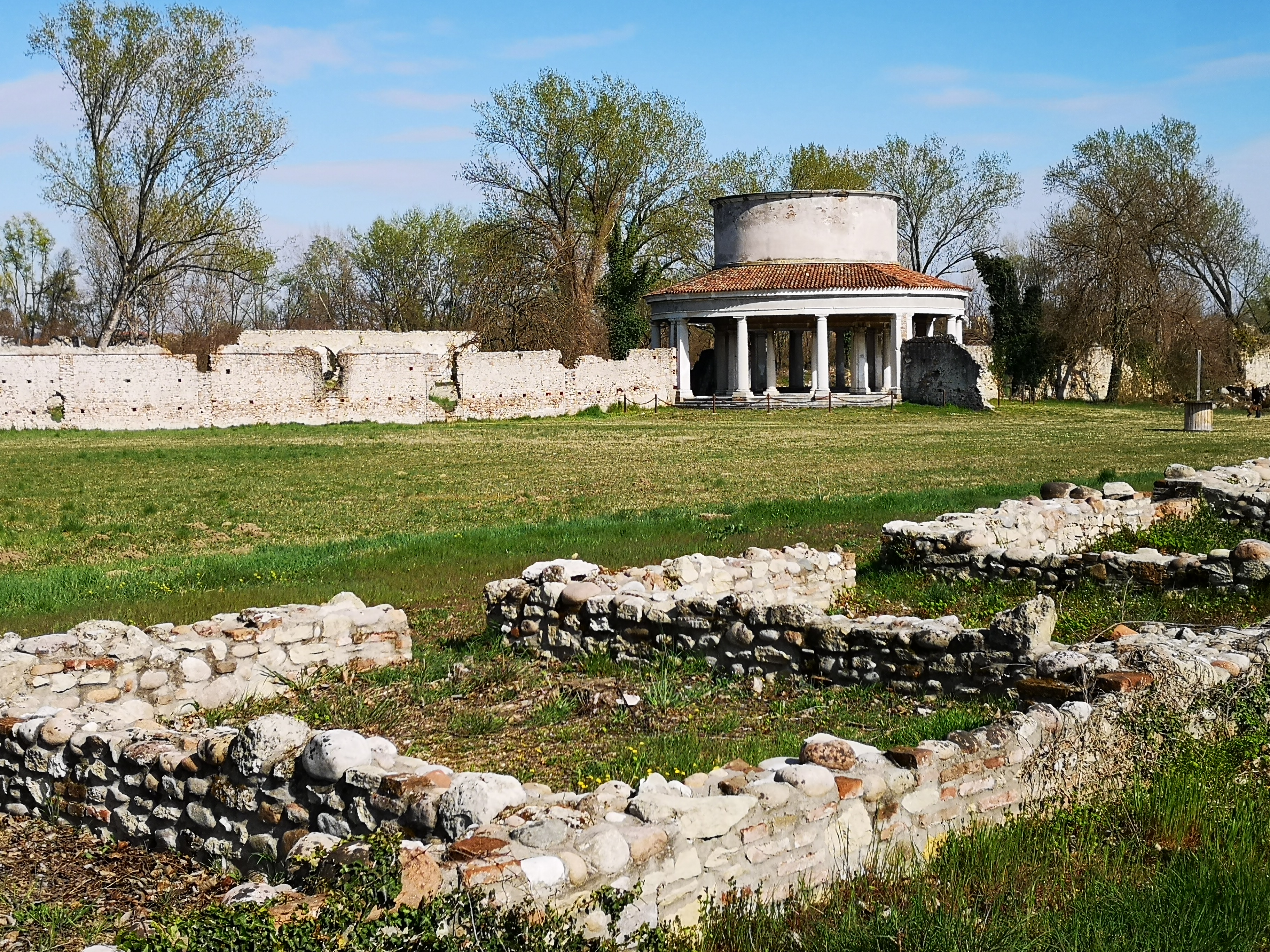
Il tempietto centrale del lazzaretto di Verona, senza la cupola ormai crollata

Nonostante Sanmicheli sia conosciuto soprattutto come architetto militare e per alcuni suoi palazzi, non mancano nella sua produzione edifici a scopo religioso. Il suo primo incarico in completa autonomia fu quello relativo alla soprintendenza dei lavori sul duomo di Orvieto.
Tutte le chiese e le cappelle realizzate dal Sanmicheli hanno la caratteristica di presentare una pianta centrale o comunque facenti parte di strutture con lo spazio centralizzato. Questa predilezione dell'architetto si rifà, probabilmente, al suo studio di edifici religiosi del XV secolo, i quali presentavano le medesime caratteristiche.

#### A Orvieto
- Duomo di Orvieto. Progetto dell'altare dei Magi (iniziato nel 1512 e terminato da altri nel 1528)[66] e interventi sulla facciata intorno al 1513, tra cui il completamento del timpano centrale.
- Cappella funeraria Petrucci in chiesa di San Domenico a Orvieto. Realizzata intorno al 1516 su commissione di Girolamo Petrucci.[49]
- Cattedrale di Santa Margherita (o duomo di Montefiascone). Il progetto è risalente al 1519 e venne terminato da altri nel XVII secolo, dopo essere rimasta incompleta.[49]
- Cappella del Corporale presso il Duomo di Orvieto. Commissionata come tomba per Orsino e Rodolfo dei Conti di Marsciano, il progetto venne iniziato nel 1522 e i lavori completati successivamente da Simone Mosca.[67]
- Chiostro della chiesa di Sant'Agostino a Bagnoregio. Venne realizzato nel 1524, interamente in laterizio.[51][68]

#### A Verona
- Cappella funeraria Pellegrini nel complesso francescano di San Bernardino a Verona. I lavori iniziarono nel 1528 e dal 1534 al 1538 furono seguiti dal cugino Paolo; nuove maestranze completarono l'opera solo nel 1559.[69]
- Tornacoro e completamento del presbiterio del Duomo di Verona. Commissionati dal vescovo Gian Matteo Giberti, i lavori iniziarono nel 1534 o 35 e terminarono nel 1541; la decorazione pittorica venne realizzata da Francesco Torbido su cartoni preparatori di Giulio Romano.[70][71]
- Realizzazione del tamburo e della cupola della chiesa di San Giorgio in Braida a Verona. L'intervento venne progettato entro il 1536 e completato nel 1540 o 43.[51][72]
- Lazzaretto di Verona. Costruito a partire dal 1549 fuori dalle mura di Verona per isolare i contagiati di peste, è probabilmente basato su un progetto ridotto rispetto a quello originario sanmicheliano. Terminato nel 1628, a seguito dei danni subiti nel corso dei secoli sopravvivono solo i ruderi del chiostro e il tempio centrale mutilato della cupola.[73]
- Facciata della chiesa di Santa Maria in Organo a Verona. I lavori, seguiti dal cugino Paolo, iniziarono nel 1547 e proseguirono fino alla fine del secolo.[74]
- Cappella della villa Della Torre a Fumane. Nonostante le dimensioni ridotte, si tratta di un esempio paradigmatico dell'architettura chiesastica di Sanmicheli.[75]
- Campanile del Duomo di Verona. I lavori iniziarono nel 1555 ma si interruppero ben presto a causa di problemi strutturali, causati verosimilmente da maestranze inadeguate. Il progetto venne quindi rivisto da Sanmicheli e i lavori ripresero nel 1559 e, con più vigore, nel 1561. Dopo la morte del maestro i lavori furono diretti, fino al 1579, da Bernardino Brugnoli; interrotti i lavori, la struttura venne completata solo nel XX secolo su progetto di Ettore Fagiuoli.[76][77]
- Pavimento e campanile della chiesa di San Giorgio in Braida a Verona. Nel 1557 iniziò la posa delle pavimentazioni disegnate da Sanmicheli, che nello stesso anno progettò il campanile, rimasto incompiuto.[78][79]
- Chiesa della Madonna di Campagna a San Michele Extra presso Verona. Il progetto risale al 1559, ma a seguito della morte di Sanmicheli i lavori furono diretti da Brugnoli.[80]

### Esplicative
1. ↑  Non si ha certezza sulla data di nascita. Il Vasari riporta 1484, mentre lo storico dell'architettura Giulio Sancassani grazie ad uno studio sul testamento del padre è arrivato a fissare la data di nascita in un tempo successivo al 1486 e non posteriore al 1488. In Vasari, c. Vita di Michele San Michele architettore veronese, e Sancassani, pp. 76-90.
2. ↑  Il Vasari stima il trasferimento a Roma nel 1500, ma secondo le nuove notizie appurate che spostano a posteriori la data di nascita, si può supporre che la data corretta sia intorno al 1505.
3. ↑  Vasari a proposito scrive: «Dalla quale fama mossi, lo condussero gl’orvietani con onorati stipendi per architettore di quel loro tanto nominato tempio». In Vasari, c. Vita di Michele San Michele architettore veronese.
4. ↑  Ma forse già a partire dal 1521.
5. ↑  I due si spinsero fino in Veneto. In Puppi (1986), pp. 101-107
6. ↑  Non si ha comunque nessuna notizia certa. In Sandrini e Brugnoli, p. 164.
7. ↑  Sul muro di porta Nuova la Serenissima gli concesse l'onore di porre il proprio nome accanto a quello del doge Andrea Gritti e dei governatori di Verona. In Zannandreis, p. 197.
8. ↑  Realizzò i bastioni Barbarigo (1531), Faler (1535), di San Benardino (1535), di San Zeno (1542) e, ancora esistenti, di San Francesco (1546) e di Spagna (1547). In Vecchiato, p. 23.
9. ↑  All'epoca l'Arco dei Gavi era posto lungo l'attuale corso Cavour all'altezza di Castelvecchio e frontalmente a porta Borsari. A seguito dello smantellamento effettuato dalle truppe Napoleoniche fu ricostruito nel 1932 nella attuale posizione di fianco al castello.
10. ↑  Giovambattista Da Persico in proposito ebbe da dire: «II palazzo che fu dei Lavezzola, or de' Pompei, disegno fra i più lodati del Sanmicheli, campeggia su questa riva. Se ad esso più dal sito ne venga ornamento, o viceversa, non si affermerebbe sì di leggieri. Varia e vaga si mostra la sua facciata nella dignità e semplicità di soli due piani, di rustico, il primo, d'ordine dorico il secondo». In Da Persico, p. 18.
11. ↑  Che in un atto dettato simultaneamente lo nominava a sua volta erede.
12. ↑  Il Vasari riporta «da una maligna febre ucciso». In Vasari, c. Vita di Michele San Michele architettore veronese.
13. ↑  Secondo il Vasari Sanmicheli «amava come figliuoli» Veronese e Zelotti e questa amicizia gli permise di ottenere le giuste raccomandazioni per alcuni importanti lavori, come le pitture di villa Soranza e le decorazioni della sala del Consiglio dei Dieci al palazzo Ducale. In Vasari, c. Vita di Michele San Michele architettore veronese.
14. ↑  Per ringraziarlo Vasari gli donò un disegno: San Michele che scaccia i demoni.
15. ↑  Alcuni particolari ricordano porta Nuova e palazzo Pompei.
16. ↑  Molto simile a palazzo Canossa sia in pianta che in prospetto.
17. ↑  Che utilizzò il disegno di porta Palio come modello compositivo principale.
18. ↑  Troviamo nell'edificio della dogana di San Fermo un esempio della contaminazione dello stile sanmicheliano in Pompei.
19. ↑  Che ne lodò le capacità di costruire «fabriche si per la commodità et per l'ornamento de la pace, come per la difesa de la guerra expertissimo». In Serlio, p. III.

### Bibliografiche
1. 1 2 3  Vasari, c. Vita di Michele San Michele architettore veronese.
2. 1 2  Sandrini e Brugnoli, p. 163.
3. ↑  Brenzoni, pp. 56-65.
4. ↑  Puppi (1971), p. 11.
5. ↑  Davies e Hemsoll, p. 16.
6. ↑  Davies e Hemsoll, p. 19.
7. 1 2 3  Vecchiato, p. 23.
8. ↑  Davies e Hemsoll, p. 20.
9. ↑  Davies e Hemsoll, p. 23.
10. 1 2  Sandrini e Brugnoli, p. 164.
11. ↑  Davies e Hemsoll, p. 24.
12. ↑  Davies e Hemsoll, p. 25.
13. ↑  Davies e Hemsoll, p. 28.
14. ↑  Davies e Hemsoll, p. 29.
15. ↑  Zannandreis, p. 192.
16. 1 2  Sandrini e Brugnoli, p. 165.
17. 1 2  Sandrini e Brugnoli, p. 166.
18. 1 2  Vecchiato, p. 24.
19. ↑  Sandrini e Brugnoli, p. 168.
20. ↑  (EN) Villa Cornaro, su boglewood.com. URL consultato il 16 agosto 2010 (archiviato il 10 marzo 2016).
21. ↑  Sandrini e Brugnoli, p. 169.
22. 1 2  Sandrini e Brugnoli, p. 170.
23. ↑  Notiziario della Banca Popolare di Verona, Verona, 1997, n. 1.
24. ↑   Palazzo Roncale, su rovigobox.it. URL consultato il 16 agosto 2010 (archiviato dall'url originale il 29 agosto 2007).
25. ↑  Zannandreis, p. 191 e p. 206.
26. 1 2  Davies e Hemsoll, p. 278.
27. ↑  Davies e Hemsoll, p. 275.
28. ↑  Davies e Hemsoll, pp. 302-312.
29. ↑  Vecchiato, p. 25.
30. ↑  Davies e Hemsoll, p. 60.
31. ↑  Davies e Hemsoll, p. 61.
32. ↑  Davies e Hemsoll, p. 63.
33. ↑  Davies e Hemsoll, p. 336.
34. ↑  Davies e Hemsoll, p. 337.
35. ↑  Davies e Hemsoll, p. 339.
36. 1 2  Davies e Hemsoll, p. 343.
37. ↑  Giuliari.
38. ↑  Ronzani e Luciolli.
39. ↑  Davies e Hemsoll, p. 344.
40. ↑  Davies e Hemsoll, p. 14.
41. ↑  Vecchiato, p. 182.
42. ↑  Davies e Hemsoll, p. 359.
43. ↑  Vecchiato, p. 189.
44. ↑  Davies e Hemsoll, p. 258.
45. ↑  Vecchiato, p. 199.
46. 1 2  Davies e Hemsoll, p. 358.
47. ↑  Davies e Hemsoll, p. 366.
48. ↑  Davies e Hemsoll, p. 166.
49. 1 2 3  Davies e Hemsoll, p. 353.
50. 1 2 3   Bruno Maria Apollonj, Sanmicheli, Michele, in Enciclopedia Italiana, Roma, Istituto dell'Enciclopedia Italiana, 1936.
51. 1 2 3 4  Davies e Hemsoll, p. 355.
52. ↑  Vecchiato, pp. 118-123.
53. 1 2  Davies e Hemsoll, p. 356.
54. ↑  Vecchiato, p. 143.
55. ↑  Vecchiato, pp. 125-129.
56. ↑  Vecchiato, p. 139.
57. ↑  Vecchiato, p. 133.
58. ↑  Vecchiato, pp. 165-167.
59. ↑  Davies e Hemsoll, p. 363.
60. ↑  Vecchiato, p. 153.
61. ↑  Davies e Hemsoll, p. 369.
62. ↑  Vecchiato, pp. 157-158.
63. ↑  Vecchiato, pp. 173-175.
64. ↑   Il Presidente Galan presenta l'affresco di Veronese acquistato dalla Regione, su www2.regione.veneto.it. URL consultato il 2 ottobre 2010 (archiviato dall'url originale il 15 gennaio 2012).
65. ↑  Davies e Hemsoll, p. 75.
66. ↑  Davies e Hemsoll, p. 352.
67. ↑  Davies e Hemsoll, p. 354.
68. ↑   Bagnoregio in Provincia di Viterbo, su infoviterbo.it. URL consultato il 25 settembre 2010 (archiviato dall'url originale il 3 aprile 2016).
69. ↑  Vecchiato, pp. 30-32.
70. ↑  Vecchiato, p. 47.
71. ↑  Davies e Hemsoll, p. 361.
72. ↑  Vecchiato, p. 52.
73. ↑  Vecchiato, pp. 66-71.
74. ↑  Vecchiato, pp. 75-76.
75. ↑  Vecchiato, p. 81.
76. ↑  Vecchiato, pp. 97-101.
77. ↑  Davies e Hemsoll, p. 373.
78. ↑  Vecchiato, pp. 56-59.
79. ↑  Davies e Hemsoll, p. 375.
80. ↑  Vecchiato, p. 103.

### Fonti antiche
- Bartolomeo Giuliari, Cappella della famiglia Pellegrini esistente nella Chiesa di San Bernardino di Verona architettura di Michele Sanmichele, Verona, Tipografia Giuliari, 1816, SBN VEAE003011.
- Scipione Maffei, Verona illustrata, Verona, 1732, SBN UBO0252887.
- Giovambattista Da Persico, Descrizione di Verona e della sua provincia, Verona, 1820, SBN VEA0077147.
- Alessandro Pompei, Li cinque ordini d'architettura civile di Michel Sanmicheli non più veduti in luce, ora pubblicati ed esposti con quelli di Vitruvio e d'altri cinque, Verona, Jacopo Vallarsi Libraio a San Sebastiano, 1735, SBN VEAE147475.
- Francesco Ronzani e Girolamo Luciolli, Le fabbriche civili, ecclesiastiche e militari di Michele Sanmicheli, Venezia, Giuseppe Antonelli, 1831, SBN RMS0066957.
- Sebastiano Serlio, Regole generali di architetura sopra le cinque maniere de gli edifici, Venezia, Francesco Marcolini da Forli, 1537, SBN VIAE000913.
- Giorgio Vasari, Le vite de' più eccellenti architetti, pittori, et scultori italiani, da Cimabue insino a' tempi nostri, Edizione Giuntina, 1568,  parte III, volume II, SBN VIAE000291.
- Diego Zannandreis, Le vite dei pittori scultori e architetti veronesi, a cura di Giuseppe Biadego, Verona, Stabilimento Tipo-Litografico Franchini, 1891, SBN CUB0680039.

### Fonti moderne
- Raffaello Brenzoni, I Sanmicheli, maestri architetti e scultori del XV e XVI sec. oriundi di Porlezza di Valsolda, in Arte Lombarda: rivista di storia dell'arte, V, n. 1, giugno 1960, SBN LO10010214.
- Paul Davies e David Hemsoll, Michele Sanmicheli, Milano, Electa, 2004, ISBN 88-370-2804-0.
- Lionello Puppi, Michele Sanmicheli: architetto di Verona, Venezia, Marsilio, 1971, SBN SBL0361653.
- Lionello Puppi, Un viaggio per il Veneto di Antonio da Sangallo e di Michele Sanmicheli nella primavera del 1526, in Antonio da Sangallo il giovane: la vita e l'opera, Venezia, Arti grafiche Tris, 1986, SBN LUA0545059.
- Giulio Sancassani, Il testamento di Giovanni Sanmicheli Lapicida, padre di Michele architetto, in Atti e memorie dell'Accademia di Agricoltura, Scienze e Lettere di Verona, vol. XXVI, Verona, Linotipia Veronese Fiorini, 1976.
- Arturo Sandrini e Pierpaolo Brugnoli, Architettura a Verona nell'età della Serenissima, Verona, Banca Popolare di Verona, 1988, SBN CFI0113116.
- Maristella Vecchiato (a cura di), Itinerari sanmicheliani nella provincia di Verona, Verona, Ministero per i beni e le attività culturali, Soprintendenza per i beni architettonici e paesaggistici per le province di Verona, Rovigo e Vicenza, 2010, ISBN 978-88-95149-25-7.